# Le Greco
Pour l’article homonyme, voir Greco.
Domínikos Theotokópoulos, dit le Greco, né le 1er octobre 1541 à Candie (aujourd'hui Héraklion) en Crète (alors possession de la république de Venise) et mort le 7 avril 1614 à Tolède, est un peintre, sculpteur et architecte qui fut principalement actif en Espagne.
Il est considéré comme le peintre fondateur de l’École espagnole du XVIe siècle. Son œuvre picturale, synthèse du maniérisme renaissant et de l'art byzantin, est caractérisée par des formes allongées et une palette de couleurs diversifiée, confondant vivacité et austérité. S'il a été célébré de son vivant, il a par la suite été oublié pendant plus d'un siècle. Redécouverte au milieu du XIXe siècle par les romantiques français en particulier, sa peinture atypique a suscité des commentaires innombrables, souvent en contradiction avec les faits historiques avérés. Sa singularité a influencé de nombreux artistes du XXe siècle, parmi lesquels Pablo Picasso et Jackson Pollock.

## Biographie

### Débuts en Crète
Il semble que le Greco ait été formé dans sa ville natale puisqu'il y est reçu maître-peintre en 1566. Il porte alors le nom grec de Menegos, dont la traduction latine est Dominico. Il est alors peintre d'icônes dans la tradition byzantine orthodoxe, aidé par son frère Manuso, de dix ans son aîné. On possède de lui différentes icônes.

### Séjour en Italie
Le Greco séjourne de 1568 à 1570 à Venise, où il est identifié comme « disciple » du Titien, bien qu'il n'utilise pas la même technique. Il y est aussi influencé par le Tintoret et Bassano. Il vit à la marge de la communauté grecque de Venise et collabore alors avec le géographe crétois Georgios Suderos Kalopados à qui il envoie en 1568 des dessins cartographiques de Crète.
Après un voyage à Parme, où il voit l'œuvre du Corrège et du Parmesan,, il arrive à Rome où il se met au service du cardinal Alexandre Farnèse en 1570. C'est ainsi qu'il se lie à Fulvio Orsini, bibliothécaire du cardinal, qui devient son protecteur et qui acquiert plusieurs de ses œuvres pour ses collections, dont une Vue du mont Sinaï et le Portrait de Giulio Clovio. Ce dernier, miniaturiste d'origine croate, auteur du livre d'heures du cardinal, devint son ami.
De cette époque date le portrait de Charles de Guise qui organisa la protection des grecs orthodoxes après la bataille de Lépante. Ce tableau, conservé à Zurich, qui fut longtemps attribué au Tintoret, a été attribué au Greco en 1978.
Le Greco quitte le palais Farnèse en 1572, sans que l'on connaisse la raison de son départ. Selon Giulio Mancini, c'est la proposition du Greco de détruire et de repeindre les fresques de la chapelle Sixtine qui provoque le courroux du cardinal et de sa cour. Selon certains, il aurait voulu en éliminer les nus « indécents ». Si ce n'est pour cette raison, son opposition avec Michel-Ange est assez bien documentée et remonte à sa période romaine. Il mentionne dans ses notes que Michel-Ange n'a jamais su ni peindre les cheveux, ni imiter les carnations, par manque de coloris,. On conserve cependant la lettre de demande d'explication du Greco au cardinal Farnèse, restée sans réponse.
Le 18 septembre 1572, il est inscrit à l'Accademia di San Luca comme peintre de miniatures, ce qui laisse perplexes les historiens de l'art. Il semble qu'il reste en Italie jusqu'en 1576 avec ses deux assistants, Lattanzio Bonastri da Lucignano et Francesco Preboste. Ce dernier l'accompagnera en Espagne.

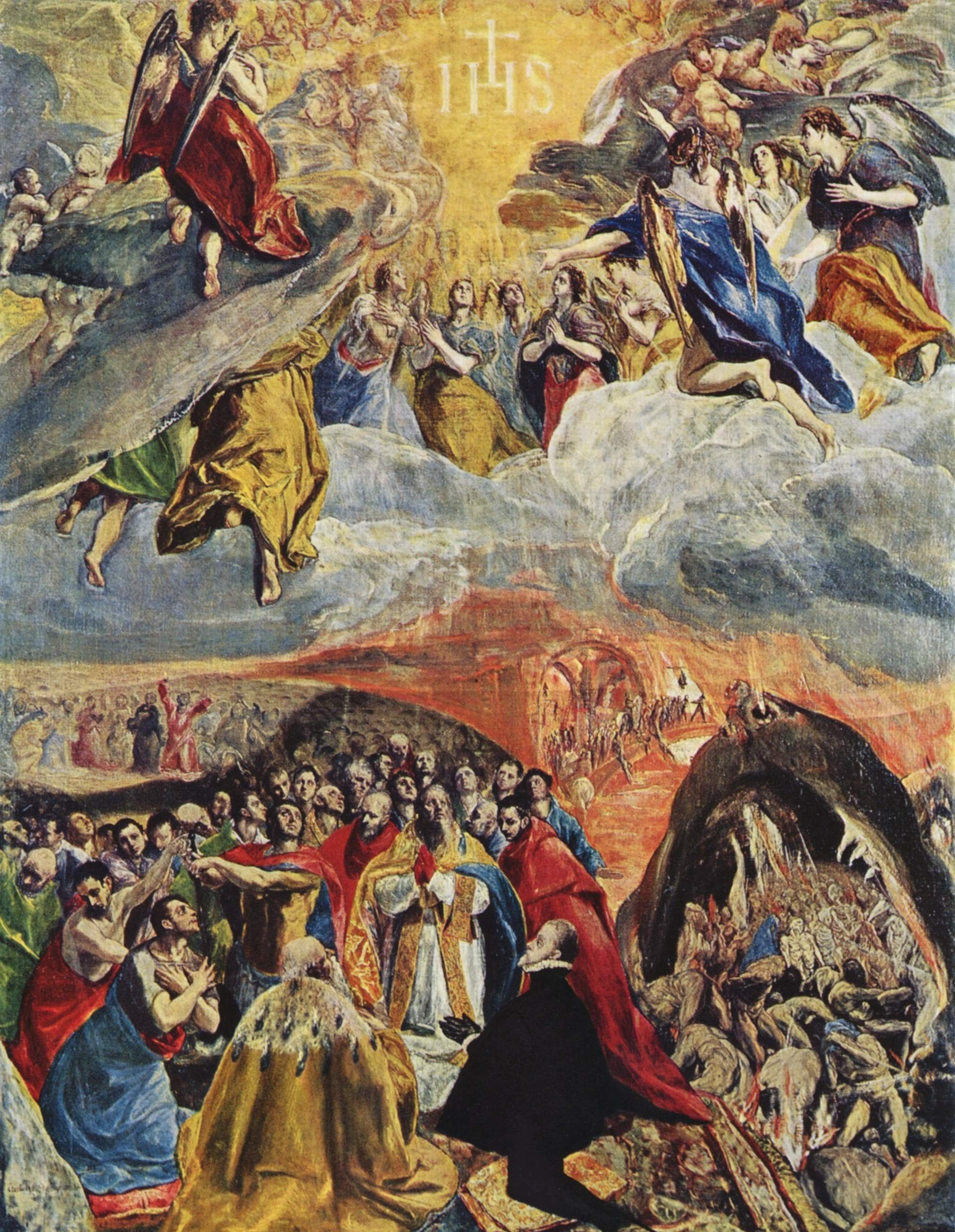
La Sainte Alliance, ou le rêve de Philippe II, entre 1577 et 1580, Escurial. Proposition rejetée pour la décoration de l'Escurial.

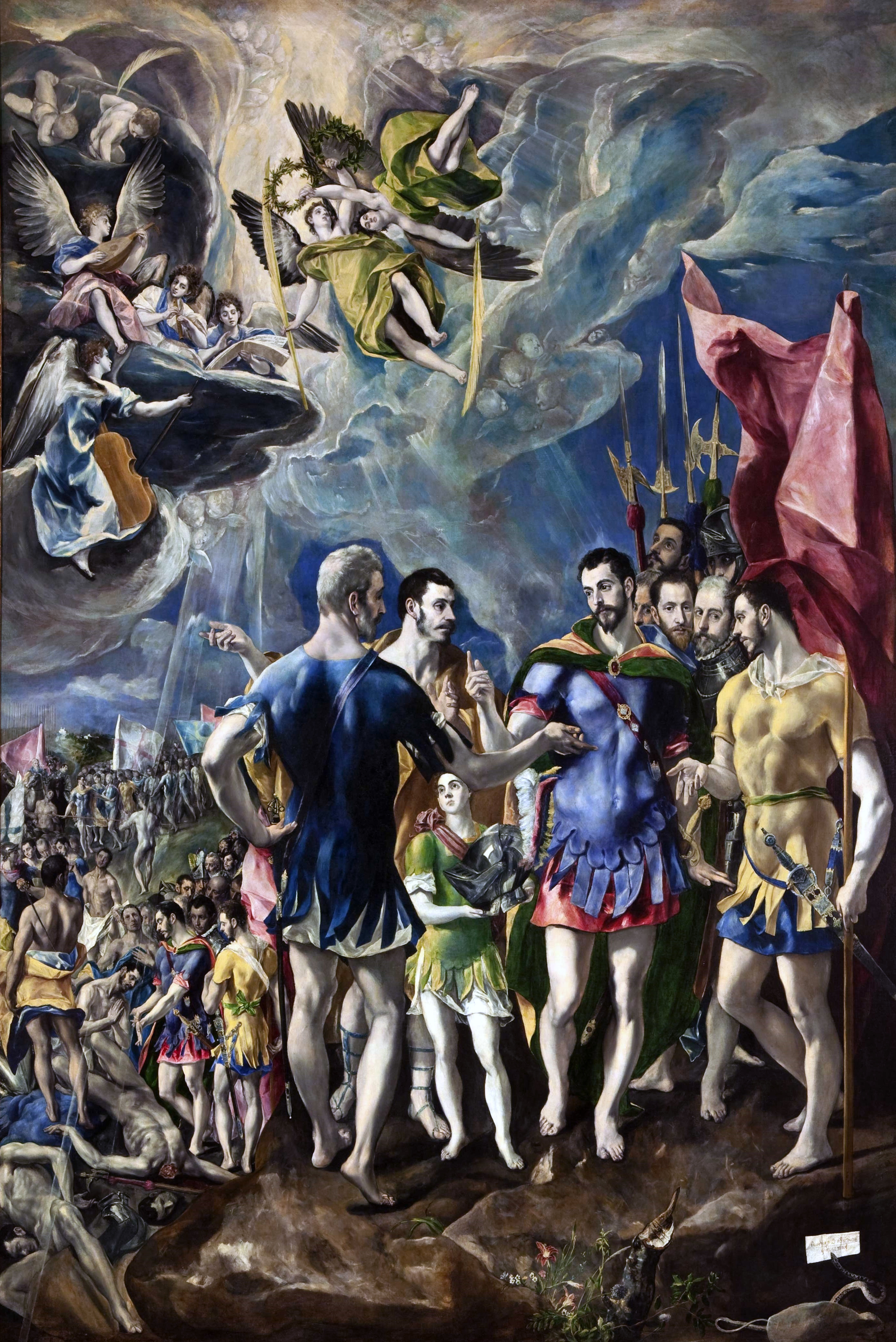
Le Martyre de saint Maurice, vers 1580-1582, Escurial. 2e toile rejetée pour l’Escurial.

### Installation en Espagne
Il arrive en Espagne, sous Philippe II, à la période considérée comme le Siècle d'or, où affluent les richesses et se développent les arts, malgré la censure de l'Inquisition.
Il semble que le Greco vive à Madrid près de la Cour, quand il reçoit la commande de L'Expolio pour la cathédrale de Tolède. Le doyen de la cathédrale, Diego de Castilla (es), est le père de Luis de Castilla avec lequel Le Greco s'était lié d'amitié à Rome. La composition du retable de la Trinité commandée en 1577 pour Santo Domingo el Antiguo de Tolède semble avoir été également approuvée par ce même Diego de Castilla.
En 1578, son fils Jorge Manuel naît à Tolède. On ne sait rien de la mère de l'enfant, Jeronima de las Cuevas, que le Greco n'a pas épousée. L'enfant est élevé par la famille Cuevas et Le Greco ne s'installera lui-même à Tolède qu'en 1585.
En 1579, Philippe II d'Espagne lui commande Le Martyre de saint Maurice, destiné au palais de l'Escurial, mais le tableau, pas plus que La Sainte-Alliance, ne plaît au roi, ni à la Cour, ni à l'Inquisition qui ne le trouvait pas assez fidèle à l'esprit du Concile de Trente. Lors de ce concile, point de départ de la Contre-Réforme dans les pays catholiques, il avait été décidé de mettre au premier plan les aspects mystiques et surnaturels de l'expérience religieuse : le martyre du saint dans le tableau du Greco est au second plan, peu lisible. C’est finalement au peintre italien Rómulo Cincinato que revint la commande. Le Greco retiendra la leçon dans ses œuvres ultérieures, mais son succès à Tolède le tint ensuite éloigné de la cour d'Espagne.
La même année, le théoricien italien du maniérisme, Federigo Zuccaro, lui rend visite et lui offre La Vie des peintres de Vasari, livre que l'on a conservé, annoté de la main du Greco.

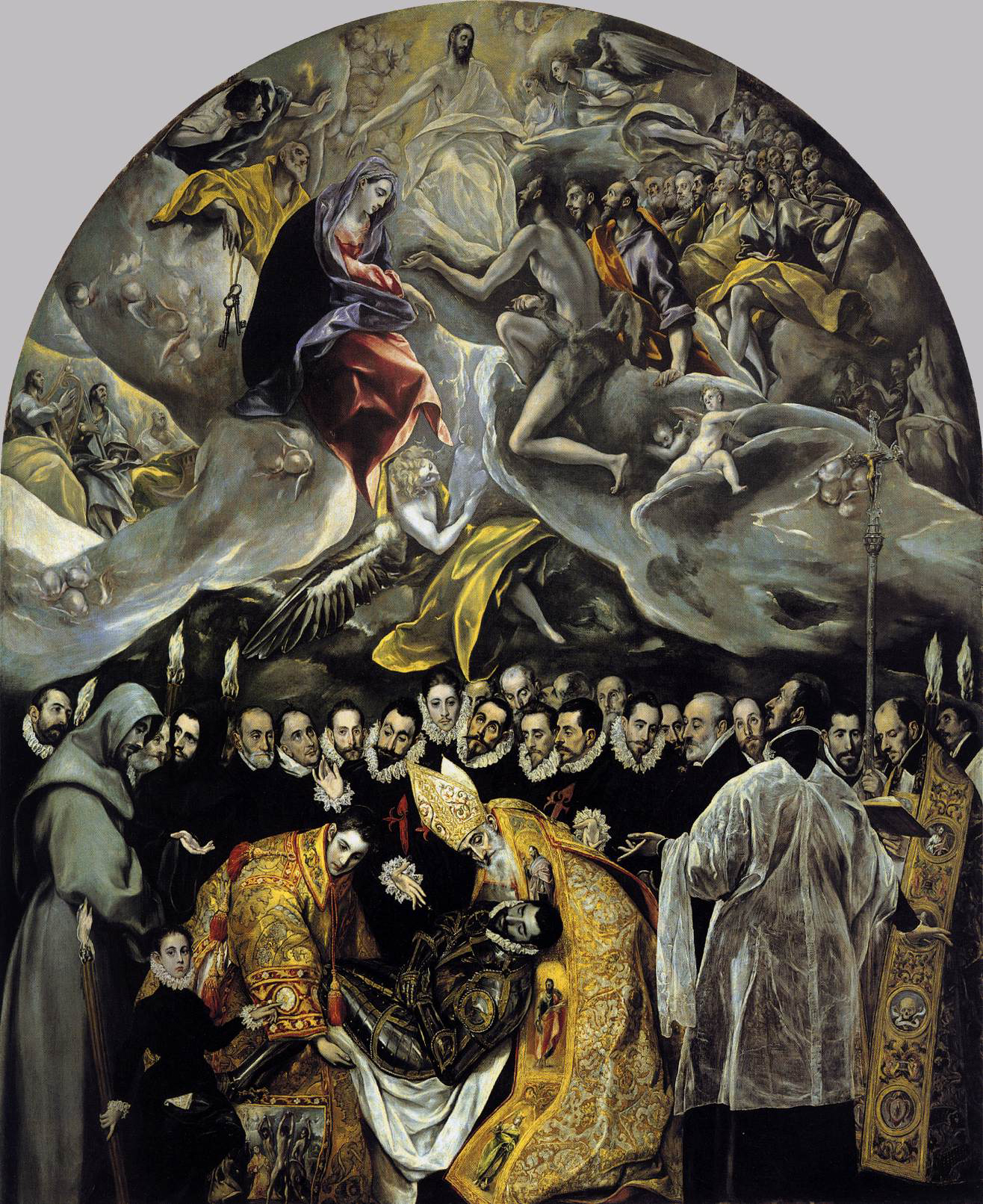
L'Enterrement du comte d'Orgaz, 1586-1588, Tolède, église Santo Tomé.

### Succès à Tolède
Tolède était depuis fort longtemps le centre de la vie artistique, intellectuelle et religieuse de l'Espagne, quand le 18 mars 1586, Le Greco reçoit la commande de l'Enterrement du comte d'Orgaz pour l'église Santo Tomé. Il y représente le mythe fondateur de Tolède et les portraits des nobles et autorités de la ville qui assistent au miracle de l'enterrement. En haut, l'âme du défunt est accueillie au ciel.
En 1587, il participe à la décoration monumentale de la ville de Tolède pour la venue de Philippe II et de la Cour.
Vers 1592-1593, il annote le traité d'architecture de Vitruve, où il exprime ses idées esthétiques en particulier sur les déformations.
Il vit alors à Tolède, dans une maison louée au marquis de Villema, où il dispose, selon le témoignage de Jusepe Martínez, « d'un appartement royal avec une cuisine principale, un salon de réception et un sous-sol donnant sur un premier patio avec un puits. […] Il gagnait beaucoup d'argent, mais le gaspillait dans le train somptueux de sa maison, allant jusqu'à engager des musiciens, qu'il payait pour accompagner ses repas ». En 1604, Le Greco et sa famille occupent 24 pièces de la maison.

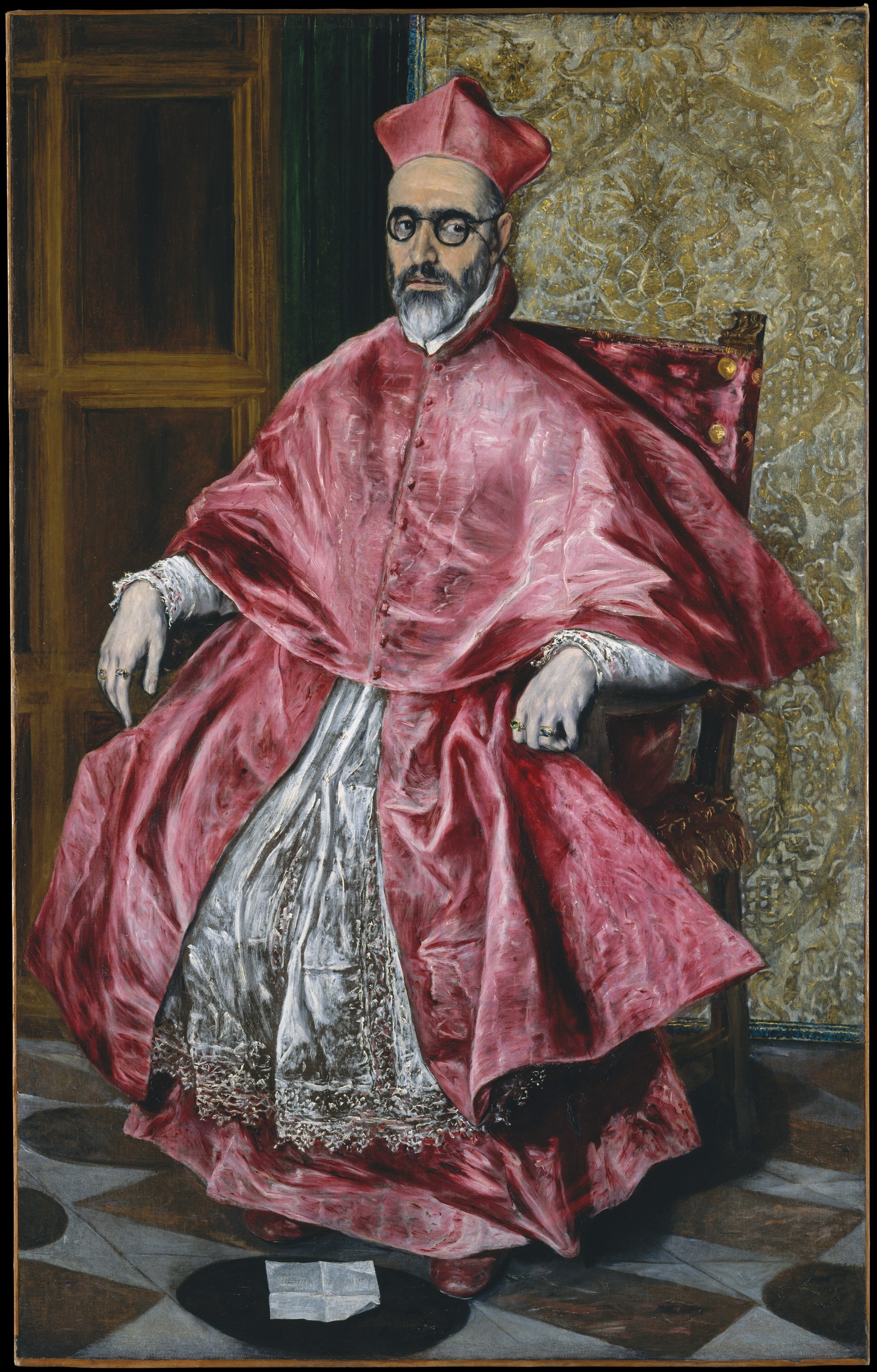
Cardinal Fernando Niño de Guevara, 1600-1601, New York, Metropolitan museum of art.

Les commandes religieuses et privées affluent, en particulier de nombreux portraits. En 1596, il reçoit la commande du retable majeur du Collegio de la Encarnación à Madrid, puis en 1603 de celui du Collegio de San Bernardino de Tolède et celui de l'hôpital de la Caridad de Illescas, enfin celui de Tavera, pour lesquels il réalise peinture, sculpture et architecture.
En 1603, son fils Jorge Manuel se marie, il apparaît comme assistant de son père ou comme peintre indépendant dans le style inventé par son père. Le peintre est également assisté de Luis Tristán. En 1604, le frère du Greco, Manuso, meurt à Tolède, où il est enterré.
Entre 1605 et 1608, le graveur Diego de Astor reproduit une série de ses tableaux.

### Dernières années, ruiné et malade
L'année 1606 marque le début des procès des commanditaires des retables contre le Greco et son fils. Ils sont souvent la conséquence des procédés commerciaux du peintre qui, par exemple, demandait à son assistant Francisco Prebloste de passer un accord avec un Génois de Séville pour que ses tableaux soient reproduits en broderie. Son atelier reproduit trois, quatre fois chacune de ses toiles en différents formats, en particulier les tableaux de dévotion comme la série consacrée à saint François d'Assise. De plus, à partir de 1608, son état de santé se dégrade, et son fils Jorge Manuel falsifie sa signature sur des contrats.
En 1611, Francisco Pacheco, peintre, théoricien de l'art et théologien, lui rend visite à Tolède. Il décrit sa rencontre avec le Greco qui lui montre ses modèles, maquettes et sculptures en cire faits de sa main, servant à la composition des toiles, puis les originaux peints à l'huile de petites dimensions de toutes ses compositions. À la question : « qu'est-ce qui est le plus difficile, peindre ou dessiner ? », Greco aurait répondu « utiliser la couleur ». À cette occasion, il confirme son opinion sur Michel-Ange et ajoute : « certes c'était un homme bon mais qui ne savait pas peindre ». Pacheco qualifie le Greco de « peintre-philosophe ».
En 1612, son fils lui achète une sépulture. Le Greco meurt ruiné le 7 avril 1614 à Tolède en ne laissant pas de testament. Il y est inhumé religieusement dans l'église de Santo Domingo el Antiguo. Son fils fait l'inventaire des biens de son père en tentant d'échapper aux saisies de l'hôpital Tavera avec lequel il est en procès pour le retable toujours inachevé.
En 1619, les restes du Greco sont transférés à l'église de San Torcuato de Tolède. L'église est détruite en 1868, les tombes dispersées. Il ne reste de son tombeau que la description du poète espagnol Luis de Góngora, contemporain du Greco, Tombeau de Domenico Greco, excellent peintre :

« De forme élégante, ô Passant, Cette lumineuse pierre de porphyre dur Prive le monde du pinceau le plus doux, Qui ait donné l’esprit au bois et vie au tableau. Son nom est digne d’un souffle plus puissant Que celui des trompettes de la Renommée Ce champ de marbre l’amplifie. Vénère-le et passe ton chemin. Ci-gît le Grec. Il hérita de la Nature L'Art. Il étudia L’Art. D'Iris les couleurs. De Phoebus les lumières et de Morphée les ombres. Que cette urne, malgré sa dureté, Boive les larmes, et en exsude les parfums. Funèbre Écorce de l’arbre de Saba. »

### Cercle social à Tolède

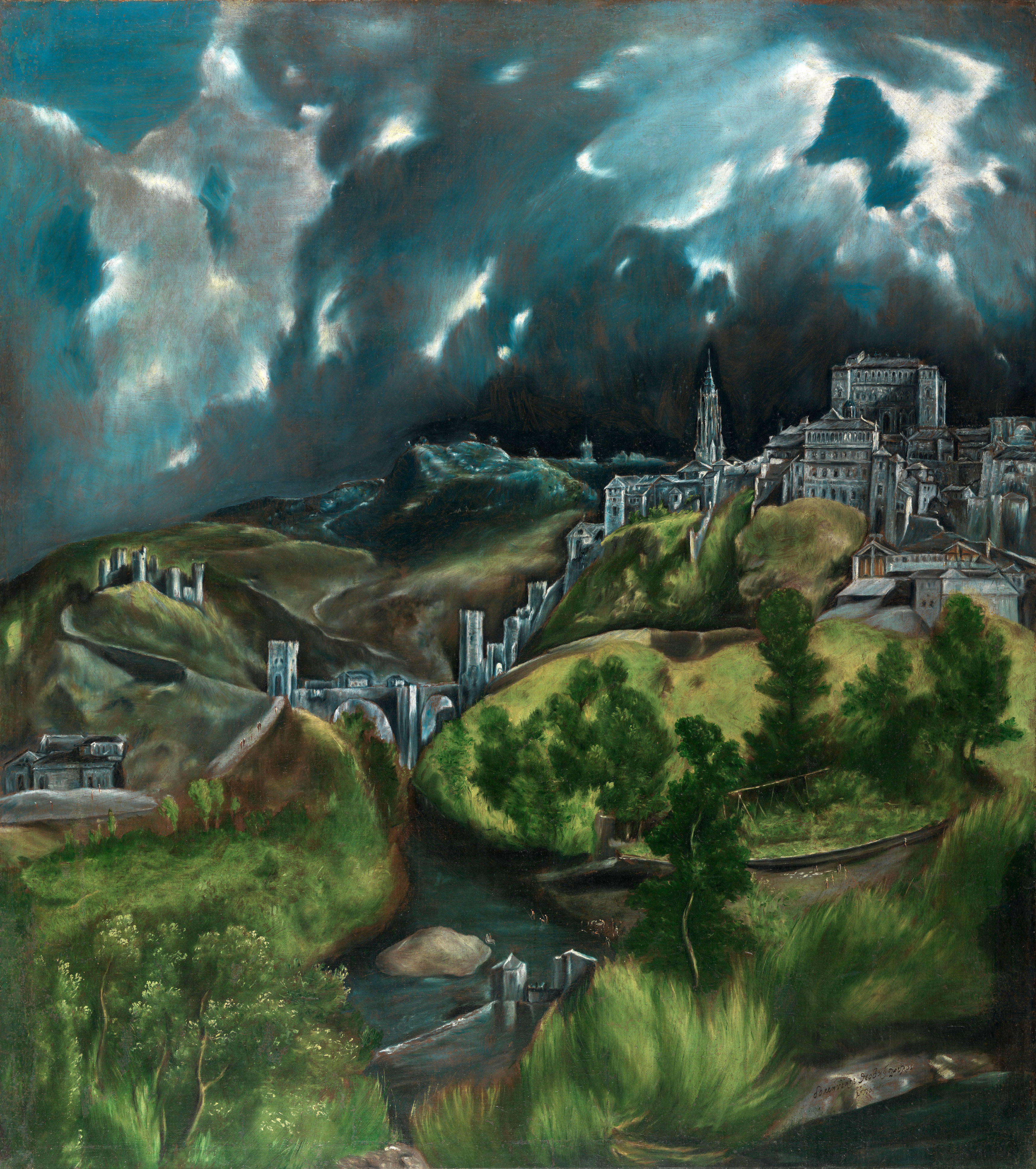
Vue de Tolède sous l'orage, 1596-1600, New York, Metropolitan Museum of Art.

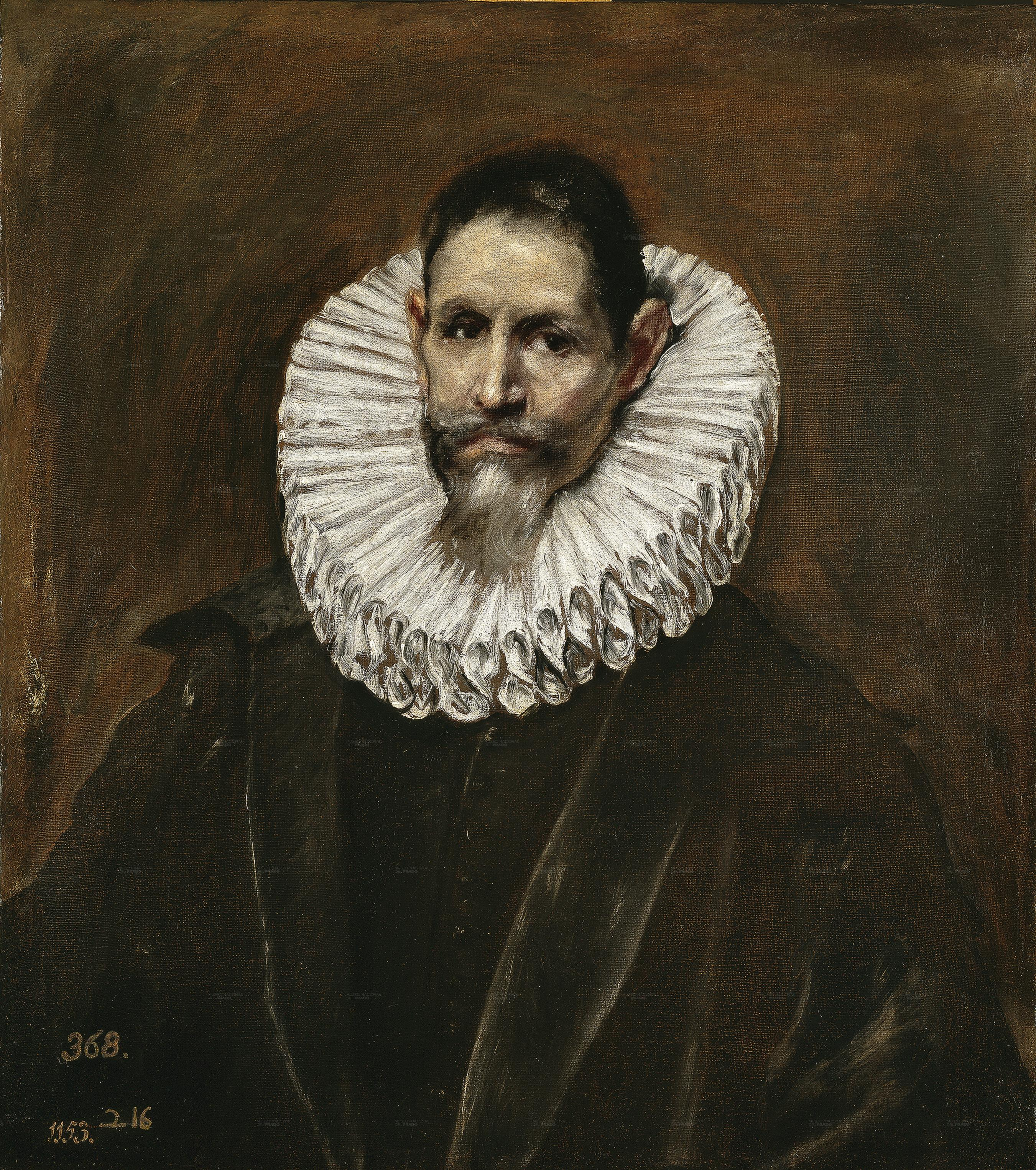
Portrait de Jerónimo de Cevallos, maire de Tolède, 1613, Madrid, musée du Prado.

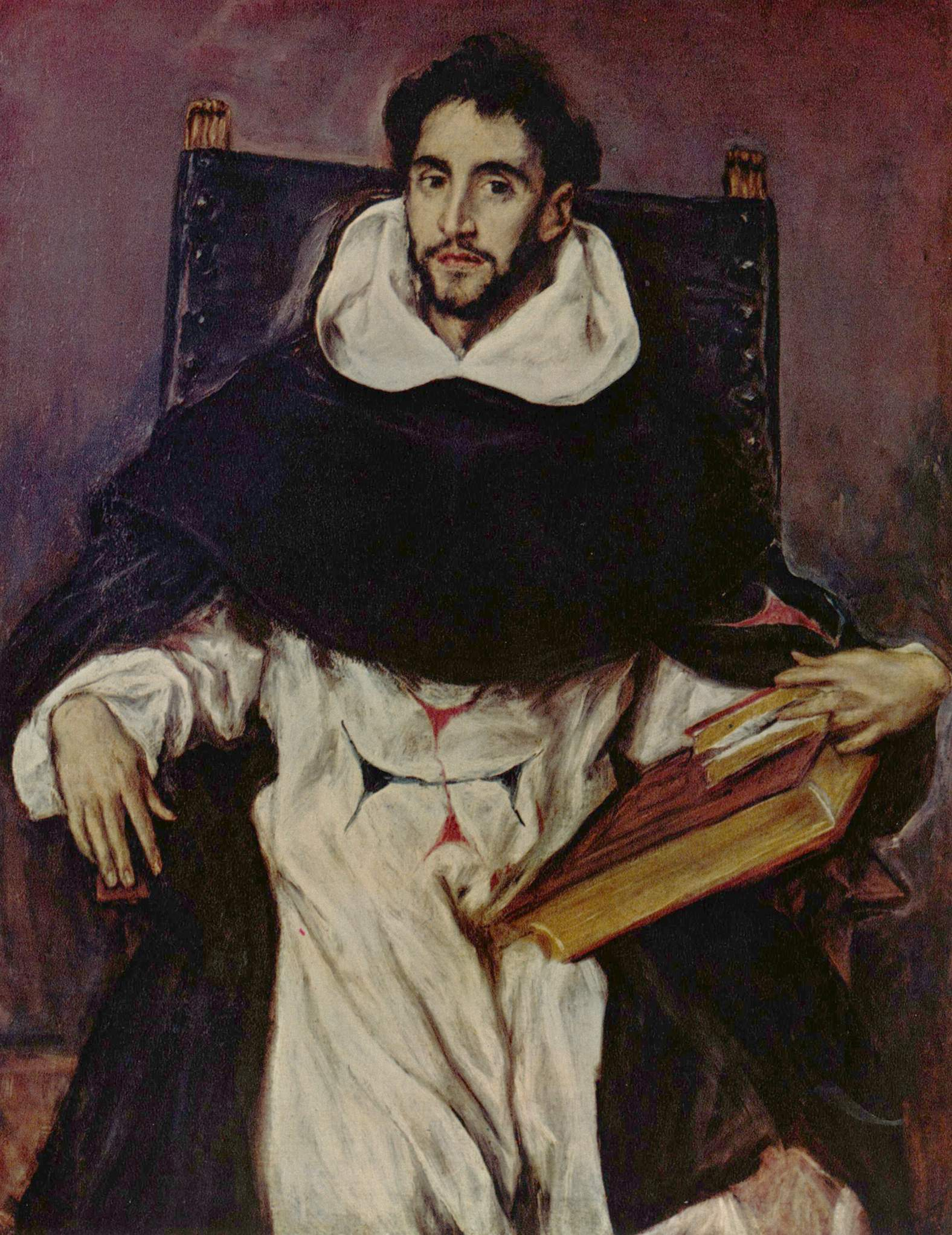
Frère Hortensio Felix de Paravicino, vers 1609, Boston, musée des Beaux-Arts.

Au cercle de la famille du Greco à Tolède, telle que nous la connaissons actuellement, c’est-à-dire avec Manuso, le frère aîné marchand, Jorge Manuel, le fils, Jeronima de las Cuevas, la mère de l’enfant, ainsi que les différents assistants de l’atelier, s’adjoint un groupe restreint d’amis et d’érudits tolédans dont on connaît les noms et dont le Greco a peint les portraits.
Le Greco fréquente Luis de Castilla, doyen de la cathédrale de Tolède et fils naturel de Diego de Castilla, qui possède quelques-unes de ses toiles. Andrez Nunez de Madrid, curé de l’église de Santo Tomé, et apparenté à la famille de La Fuente, possédait également des toiles du Greco, et a aidé le peintre à obtenir des commandes de clients, parmi lesquels un médecin, Martin Ramirez de Zayas, professeur de théologie à l’université de Tolède. Alonso de la Fuente Montalban est le trésorier de La Ceca de Tolède. Au conseil du gouvernement de la ville, l’orthodoxie doctrinale des peintures est la charge du docteur Pedro Salazar de Mendoza qui, semble-t-il, possédait la Vue de Tolède. Ce conseil compte également parmi ses membres Jeronimo Oraa de Chiroboga, Rodriguez Vazquez de Arce, dont le portrait est actuellement au musée du Prado, Francisco Pantoja de Ayala, Domingo Perez Ribedaneira, Juan Bravo de Acuna.
Un des meilleurs amis du Greco est le tailleur Diego de Avila. Dans son cercle d'amis se trouvent des érudits et des humanistes, comme Alvarez Gomez de Castro, Antonio de Covarrubias y Leiva, hellénistes et professeurs à l’université de Tolède, le théologien Francisco de Pisa, le docteur Jeronimo de Cevallos, maire de la ville ; l’avocat Alonso de Narbona, dont le frère Eugenio le mit en contact avec le poète Luis de Góngora et le prédicateur de la Cour, Hortensio Félix Paravicino dont il fit le portrait, était confesseur du roi et poète, il lui dédiera un poème apologique au « Divin Greco ».
ll connaît aussi des collectionneurs comme Salazar de Mendoza qui possédait 65 tableaux de lui, Dona Luisa de Centeno, qui possédait trois tableaux, Doctor Cristobal del Toro, un curé, qui possédait son portrait, et enfin le grand Inquisiteur Pedro Giron du tribunal tolédan du Saint Office qui possédait, outre un Greco, les premières natures mortes de Vélasquez. On trouve peu de nobles parmi ses amis, si ce n'est Pedro Lasso de la Vega, frère du poète Garcilaso de la Vega qui possédait sept toiles. Le docteur Gregorio de Angulo, poète et ami fidèle, est l’ange gardien du peintre, lui prêtant de l’argent en diverses occasions ; il est le parrain d’un des fils de Jorge Manuel.

#### Un membre de la communauté grecque de Tolède
Le Greco fut également un membre influent et très impliqué de la communauté grecque de Tolède qui vint vivre en Espagne après la victoire de la Sainte-Ligue à Lépante. Il participe et organise des collectes de fonds pour le rachat d'otages grecs aux mains des Turcs ; et bien que parlant difficilement le castillan, il servit d'interprète dans un procès d'Inquisition.

### Lacunes et légendes biographiques

Le Gentilhomme à la main sur la poitrine, vers 1580, Madrid, musée du Prado. À la redécouverte du Greco au début du XXe siècle, ce portrait a déchaîné un torrent littéraire en Espagne.)

De nombreuses informations douteuses, légendaires ou erronées circulent sur le Greco.
Il n’y a aucun document certain concernant sa naissance, en dehors des actes et documents de Tolède, qui le donnent comme né à Candie en Crète en 1541.
Le 6 juin 1566, il est fait état d'un certain maître-peintre Menegos (forme dialectale vénitienne de Dominique) en Crète. S'agit-il toujours de la même personne ? Les avis des historiens divergent. En tout cas en 1576, un certain Domeniko Theotocopoulos obtient l'autorisation du gouvernement vénitien de l'île de Crète de vendre aux enchères un tableau représentant la Passion du Christ pour 70/80 ducats. Par contre, la référence à la ville de Fódele est due à un faux document, écrit au XVIIe siècle et publié en 1932 par le journaliste grec Achilleus Kyrous.
Il est possible que le peintre se soit marié, ou ait reçu les ordres comme le veut la tradition orthodoxe grecque dans le cas des peintres d’icônes qui prennent les ordres et peuvent être mariés, mais il n’y a aucun document de baptême, ni de conversion, découvert à ce jour. Les hypothèses d'historiens sont controversées, les historiens grecs proposent l’orthodoxie, les Anglais et les Espagnols proposent le catholicisme… Le mysticisme du Greco, thème apparu chez Cossio, est sans fondement.
Les causes du départ vers Venise sont inconnues à ce jour. Un certain nombre de documents vénitiens font état de la présence de Manussos et d'un certain Menegin Theotocopoulo à Venise en 1567.
On ne connaît pas non plus les raisons de son départ de Rome vers Madrid, et celles de son installation à Tolède. On dit qu'il plaida avec acharnement pour obtenir un prix plus élevé de ses toiles, et une légende veut qu'il ait été un mauvais débiteur qui pourtant menait une vie frugale.
Hugo Kehrer en 1921 publie un faux littéraire, une lettre apocryphe au cardinal Farnèse attribuée à Giulio Clovio. André Malraux le cite dans son écrit Les Voix du Silence : « L’éclat du jour nuirait à ma lumière intérieure » aurait répondu Le Greco à son ami Giulio Clovio surpris de le trouver dans l'obscurité de son atelier.
Entre 1920 et 1950, les études se portent sur la période vénitienne du Greco, jusqu'à augmenter le nombre d'œuvres attribuées à plus de 800.
Dans ces années, l'œuvre du Greco atteint une forme d'apogée littéraire, Níkos Kazantzákis écrit en 1956 sa Lettre au Greco, confession littéraire de l'écrivain grec, ou pour Ernest Hemingway.
Jeronima de las Cuevas, la compagne du Greco, est mentionnée dans différents documents, notamment dans le dernier pouvoir du peintre à son fils. On ne sait rien d'elle, de son origine sociale ; le fait qu’elle soit mentionnée dans ce pouvoir n'indique pas qu’elle ait été morte ou vivante au moment de sa rédaction. Son nom a été attaché au XIXe siècle en Angleterre, à la Femme à la fourrure de la Burrell Collection à Glasgow. Ce tableau est aujourd'hui attribué à Alonso Sánchez Coello. L'existence d'une fille du Greco est sans fondement historique, pure invention de Théophile Gautier et citée par Maurice Barrès.
Certains historiens de l'art et médecins positivistes, tels que Maurice Barrès au début du XXe siècle, suggèrent que Le Greco souffrait d'un problème oculaire, peut-être une malformation de la rétine qui aurait influé sur sa peinture : « Un oculiste espagnol, le docteur German Béritens, a soutenu […] que c'était de l'astigmatisme […] la preuve : prenez chez un opticien les verres de lunettes que prescrivent les oculistes […], la toile de El Greco vous apparaîtra immédiatement normale, naturelle, totalement dépourvue de ces fautes de proportions déformantes ». Il faut pourtant remarquer que l'allongement des formes est déjà présent et caractéristique de peintres espagnols du XVIe siècle antérieurs au Greco, en particulier Luis de Morales.

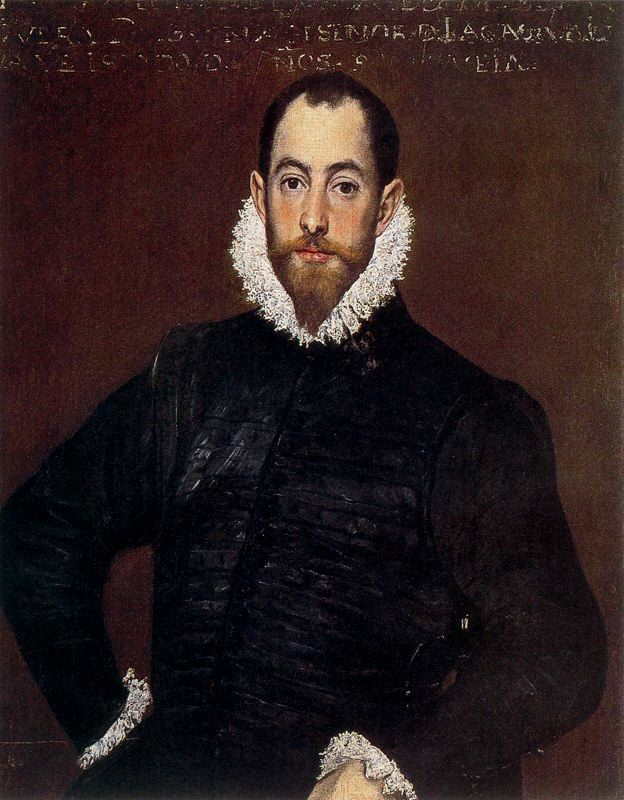
Portrait d'un gentilhomme de la maison de Leiva, 1580, Montréal, Musée des beaux-arts.

La folie du Greco, thème apparu avec le romantisme, en particulier chez Théophile Gautier, est sans fondement historique. L’historien allemand Carl Justi, en 1888, dans Diego Vélasquez et son siècle, affirme que la peinture du Greco représente 

« le miroir et le résumé des dégénérescences picturales. Prisonnier de ses rêves fous, son pinceau semble vouloir nous livrer le secret des extravagants incubes qu’engendrait son cerveau surchauffé. De ses doigts fébriles il a modelé des personnages qui semblent en caoutchouc, de douze têtes de haut, et après les avoir badigeonnées n’importe comment, sans modelé ni contours, ni perspectives, il les peignait en d’étranges rangées symétriques ; le bleu et le soufre étaient ses couleurs favorites, la toile ayant été préalablement enduite de blanc et d’un violet noirâtre. Cela s’explique très vraisemblablement par une perturbation de l’organe de la vue ; les causes psychologiques sont le désir de paraître original, la mégalomanie, la bravade, des misères passagères et des offenses inévitables pour un étranger. De telles situations ne sont pas rares dans la vie des artistes, mais elles trouvèrent un terrain favorable dans sa nature névropathe. »

En 1955, un médecin de Tolède, Gregorio Marañón, prétendit expliquer la spiritualité des personnages du Greco par la folie des modèles employés, qui selon lui « avaient la même morphologie et la même exaltation expressive » ; pour ce faire, ce médecin habilla de robes les « déments » de l'asile de Tolède et les photographia dans des poses inspirées des tableaux ; son livre El Greco y Toledo eut un grand retentissement en son temps.
Ces citations marquent l'incompréhension de certains historiens de l'art moderne face à un système esthétique, théologique et poétique particulier qui ne fonctionne pas paradoxalement sur l'identité de l'artiste (sa signature), mais sur une image singulière et recherchée qui peut être répétée par d'autres (l'atelier, copistes, etc.) tout en conservant sa force iconique.
Le musée La Maison du Greco de Tolède a été inventé de toutes pièces au début du XXe siècle, par le marchand de tableaux espagnols Vega-Inclan qui vendait des Greco, mais aussi des Sorolla, des Vélasquez, ou des Goya aux grandes collections et musées américains, et par l'historien de l'art espagnol Manuel Bartholomé Cossio pour satisfaire les touristes. Elle fut construite en 1905 par l'architecte espagnol Eludio Laredo qui fit un pastiche de palais du XVIe siècle à partir des murs en ruines du palais du marquis de Villena, de 2 000 m2 environ, que Vega-Inclan avait racheté à cet effet. Pour ce faire, l'architecte fit venir des pierres du palais Marchena de Séville, ou des colonnes de Burgos. Le musée fut achevé en 1925 par la construction d'une chapelle en style mudéjar. Vega-Inclan fut également ministre du Tourisme d'Espagne (commissario de Regio) de 1911 à 1928. Entièrement décoré d'objets d'époque, le musée reconstitue un intérieur probable, cuisine, atelier, chambres, etc. dans lequel le Greco aurait pu vivre, mais où il n'a jamais vécu. En 1909, 1 000 touristes visitèrent la maison, en 1911 4 000, en 1912 40 000, 80 000 en 1924, 100 000 en 1925. Cette maison devint alors le premier établissement privé touristico-culturel de la ville.

## Œuvres
Après sa mort, ses œuvres tombent dans un oubli relatif. Le Greco n'est plus connu au XIXe siècle que par certains de ses élèves ou suiveurs. Ce n'est qu'à la toute fin de ce siècle que des artistes et des critiques s'intéressent à son expression très personnelle. La libération des formes, la lumière et les couleurs du Greco inspirèrent Pablo Picasso et Jackson Pollock dans leurs efforts pour révolutionner la peinture.
La plupart des tableaux du Greco se trouvent aujourd'hui en Espagne, en particulier au musée du Prado à Madrid, qui conserve 34 de ses œuvres, dont de nombreuses copies dues à son atelier, qui fonctionna avec son fils, puis jusqu'au milieu du XVIIe siècle. On en trouve également aux États-Unis et à Paris au musée du Louvre qui conserve trois œuvres, dont deux acquises au début du XXe siècle et la dernière en 1941.

### L’Œuvre de jeunesse

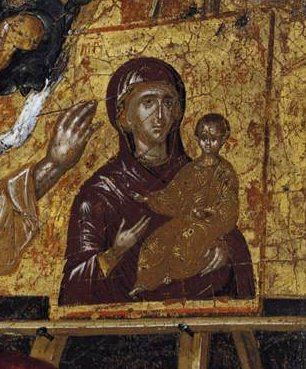
Saint Luc peignant la Vierge, avant 1567, Athènes, musée Benaki. Détail d'une icône de jeunesse.

Domenico Theotocopoulos est reçu maître-peintre en 1563 à Candie. En 1566, il obtient le droit de vendre aux enchères une icône. Les trois icônes que l'on possède de lui suivent les principes de l'art byzantin, à travers la réalisation d'icônes en à-plat et au dessin cerné et dans le style grec, épuré et conforme à cet art mesuré où prime la recherche de la « Vraie Image » sur fond or de la théologie orthodoxe, (Saint Luc peignant la Vierge, Athènes, musée Benaki). On remarquera cependant l'évolution vers des icônes de style renaissant (Adoration des Mages, musée Benaki) qui annonce le triptyque de Modène (Modène, Galleria Estense).
Les œuvres de jeunesse du Greco furent identifiées dans la seconde moitié du XXe siècle.

### La période italienne

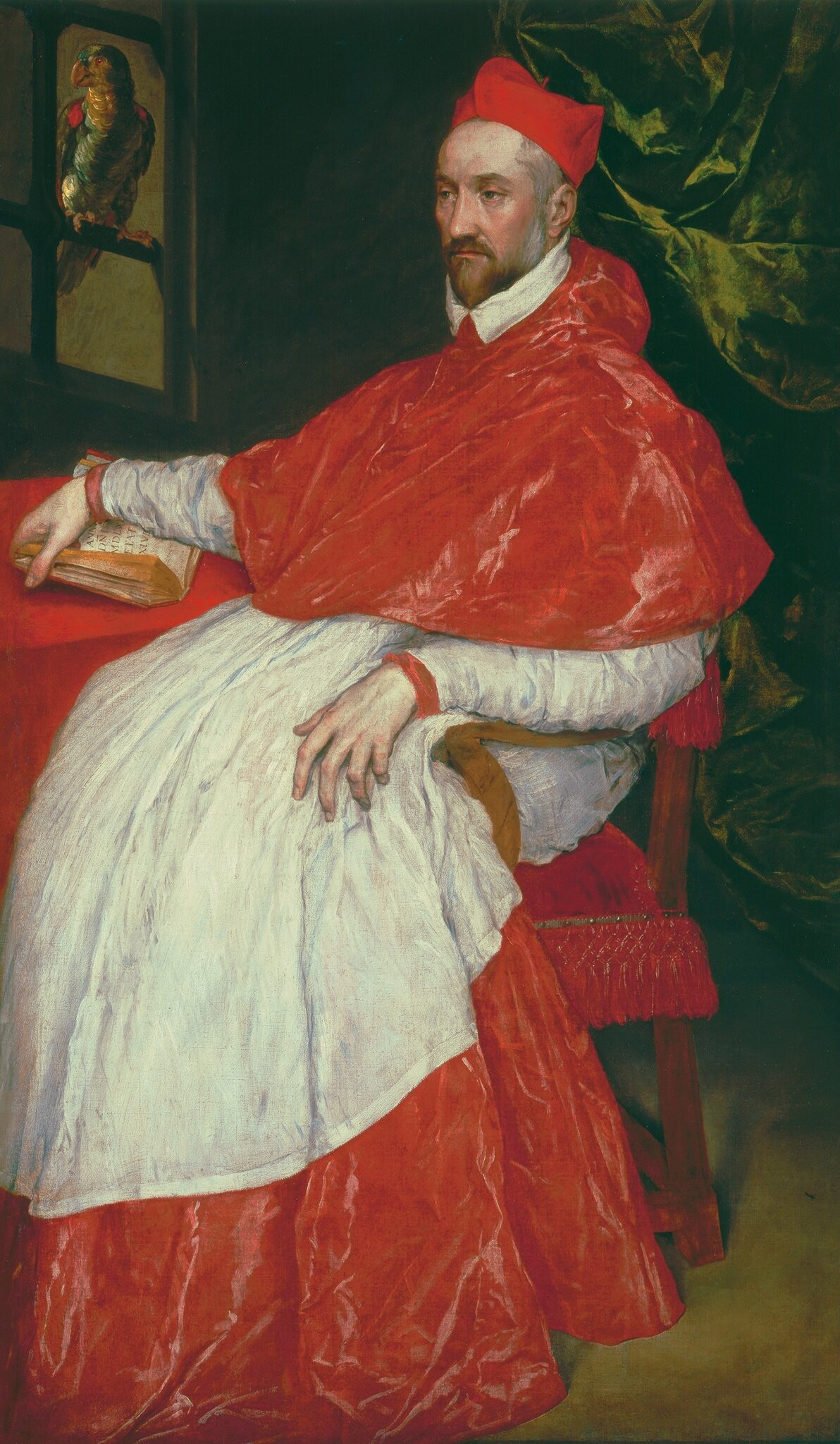
Le cardinal de Guise, 1570-1572, Kunsthaus de Zurich.

La période italienne, la moins documentée d'un point de vue historiographique, montre un Greco qui se met à la peinture de chevalet sur toile en clair-obscur (technique vénitienne) en y transposant les techniques de l'icône, manière qu'il conservera par la suite. À Rome, il est proche des théoriciens maniéristes, Federigo Zuccaro (théoricien du dessin intérieur, de l'idée que l'on a à l'intérieur de soi, de la lumière intérieure) et Lomazzo qui recommandait pour le corps humain « l'allongement des formes », la « forme serpentine » et « la flamme bondissante ».
Avec les tableaux religieux, le Greco peint des portraits, comme celui de Giulio Clovio (Naples), mais qui se situent alors dans la distinction maniériste entre l'acte de « portraiturer », qui reproduit la réalité telle qu'on la voit, et l'acte « d'imiter », qui la reproduit telle qu'on devrait la voir comme dans Jeune garçon soufflant sur un tison (Naples, musée de Capodimonte), qui est du ressort du peintre.
- Jeune garçon soufflant sur un tison, 1570-1575, huile sur toile, 77 × 68 cm, Naples, musée de Capodimonte.
- Portrait de Giulio Clovio, 1570-1575, huile sur toile, 62 × 86 cm, Naples, musée de Capodimonte.
- Portrait d'un jeune homme, Collection Bentinck-Thyssen, Luxembourg, Musée national d'histoire et d'art [22].
- Le Cardinal de Guise, 1570-1572, Kunsthaus de Zurich. Longtemps attribué au Tintoret, attribué au Greco depuis 1978.
- Portrait de Vincenzo Anastagi, 1571-1576, huile sur toile, 188 × 127 cm, New York, Frick Collection[23].
- Annonciation, 1575, huile sur toile, 108 × 79 cm, Kurashiki, musée d'Art Ōhara[24].
- La Guérison de l'aveugle, huile sur toile, 50 × 61 cm, galerie nationale de Parme[25].

Versions de Jésus chassant les marchands du temple
Manière italienne, avant 1570, Washington, National Gallery of Art.
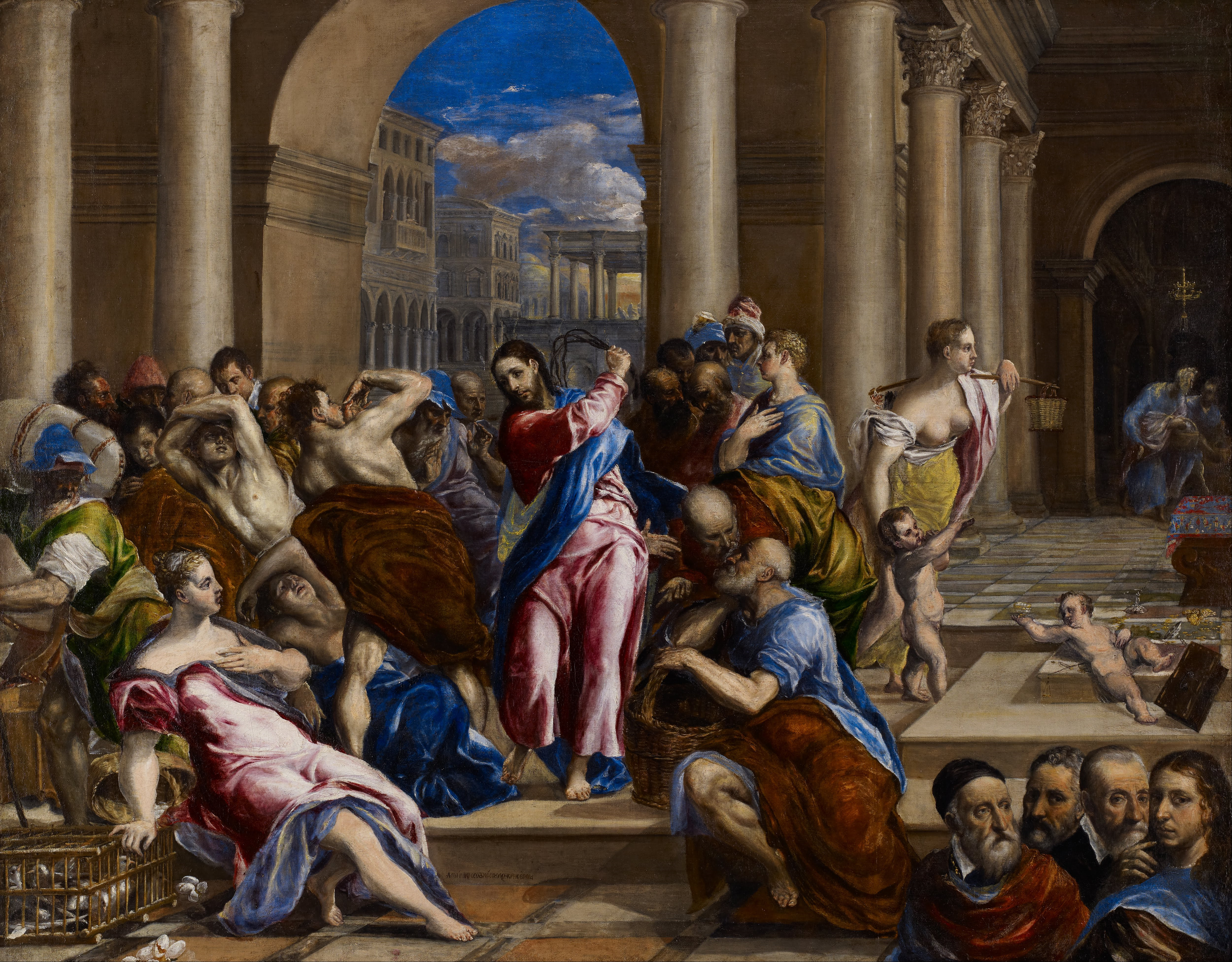
Deuxième version, vers 1570, Minneapolis Institute of Art. En bas à droite le Titien et Giulio Clovio.
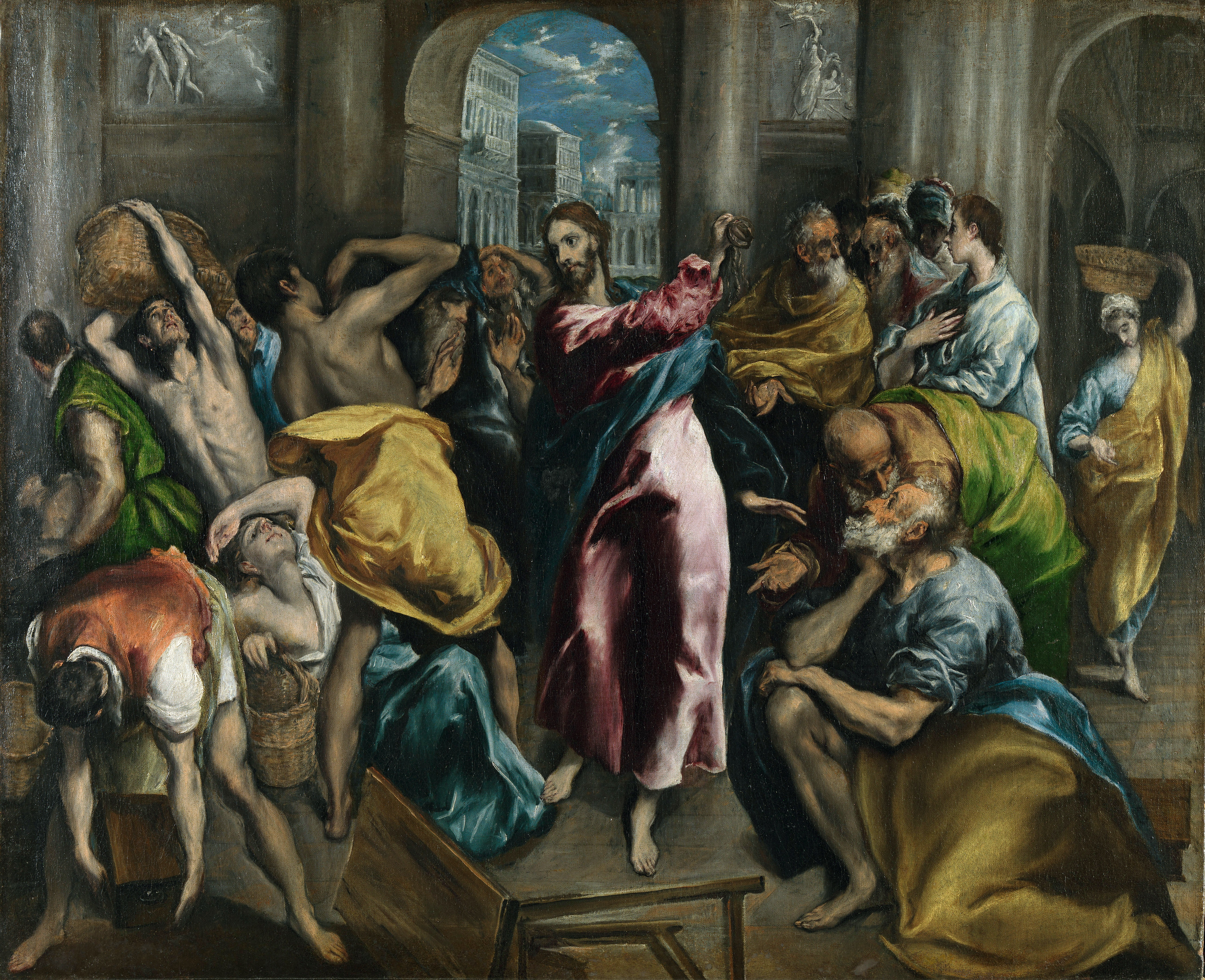
Troisième version, vers 1600, Londres, National Gallery. Version tolédane, concentrée sur le Christ.
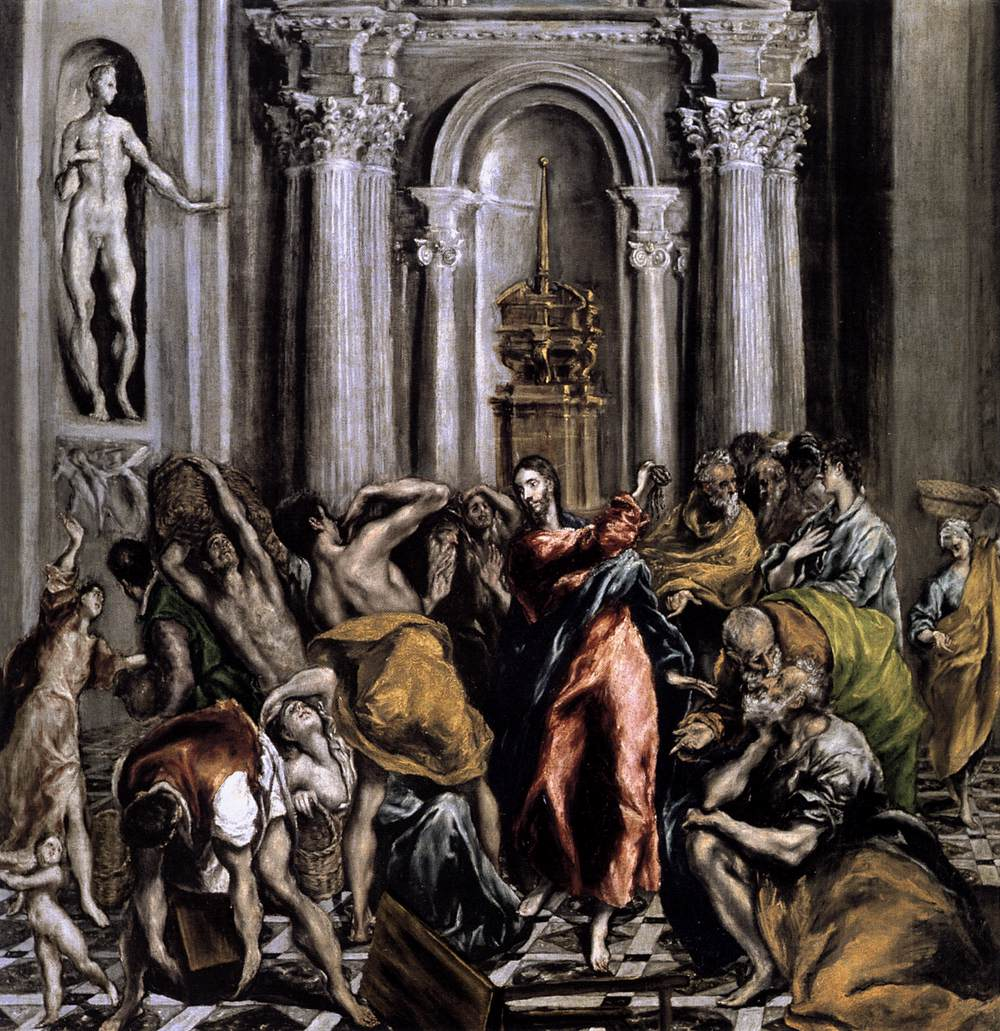
Version ultime, Madrid, église San Ginés.

Autre version :
- La Purification du temple, vers 1600, huile sur toile, 42 × 52 cm, New York, Frick Collection. Il s'agit probablement d'une des dernières versions de ce thème de la purification, probable allégorie de la purification de l'Église par l'Inquisition[23].

Selon l'historien de l'art espagnol Fernando Marias, l'échec du Greco en Italie est dû à la polémique déclenchée par Pietro Ligorio, dans son pamphlet, Trattado di alcune Cose, publié à Rome en 1572, contre les « corrupteurs de l'art » qu'auraient été Giulio Clovio et le Greco. Ils apparaissent dans ce livre sous les traits d'un « étranger maladroit qui n'a jamais su dessiner, ni tracer une seule ligne, ni enseigner » pour l'un, et pour l'autre « son compagnon venu à Rome d'outremer, genre de grand seigneur, ambitieux, capable de soutenir les artisans les plus mécaniques et les plus idiots que l'on puisse rencontrer. »

### La période tolédane

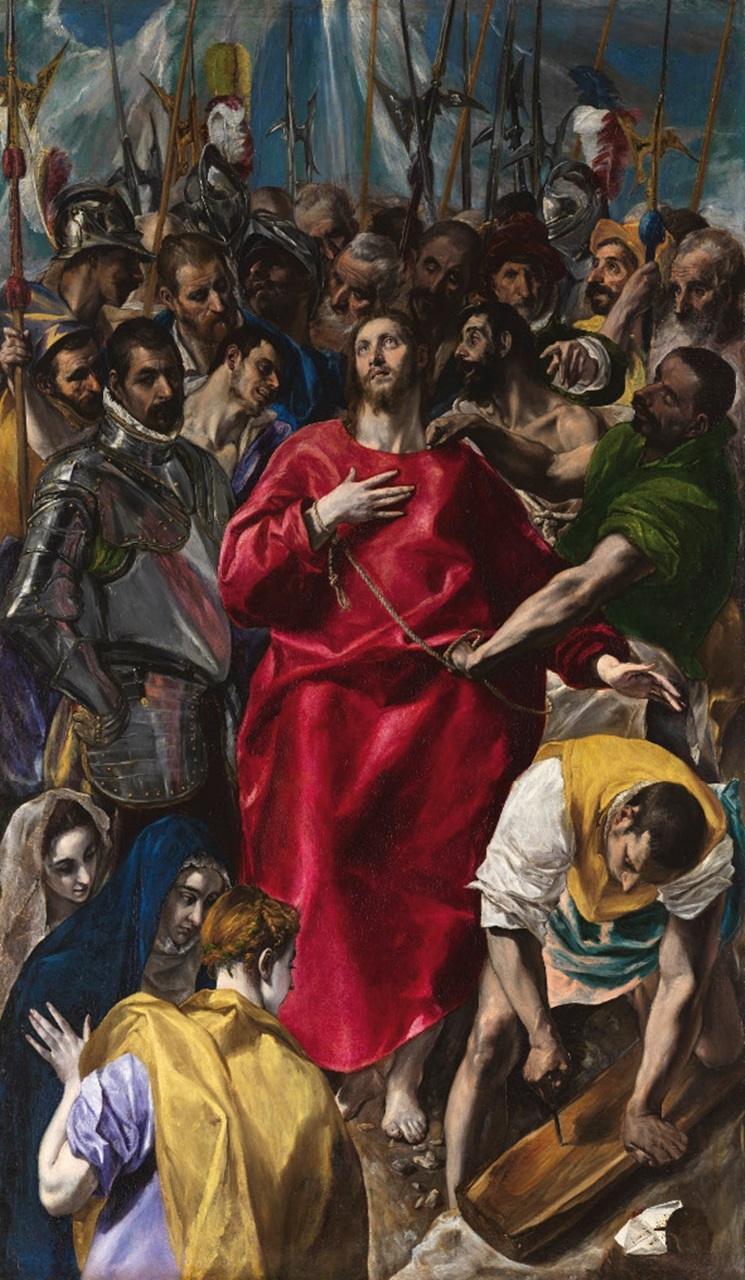
Le Partage de la tunique du Christ (El Espolio), 1577–1579, cathédrale Sainte-Marie de Tolède, sacristie.

Le Greco cherche à communiquer l'essentiel ou la signification essentielle du sujet à travers un processus de caractérisation et de simplification. À Tolède, il s'accomplit en abandonnant la solennité de la Renaissance et l'observation de la nature. Au contraire, il se conforme au maniérisme du XVIe siècle et au style byzantin dans lesquels les images sont conçues dans l'esprit. L'espace est perçu dans l'imagination, la lumière est incandescente, rétive et irréelle, les couleurs sont pures, lumineuses et surnaturelles, les figures sont allongées, énergiques et dématérialisées. Toutes paraissent illuminées et dynamisées par l'intervention spirituelle de la grâce divine pour suggérer la puissance de l'âme.
Par ailleurs, la popularité de la découverte du Greco au début du XXe siècle fit que de nombreuses œuvres lui furent attribuées par les marchands, aujourd'hui la paternité de certaines est largement discutée.
La première commande espagnole est L'Expolio, en juillet 1577, pour le maître-autel de la sacristie de la cathédrale Sainte-Marie de Tolède. C'est l'une des toiles les plus célèbres du Greco dont les pièces d'autel sont alors prisées pour leur composition dynamique et leurs innovations picturales. Il existe une version de 1606 signée par Jorge Manuel Theotocopouli au musée du Prado et plusieurs autres copies, autographes et d'atelier.

#### La Trinité

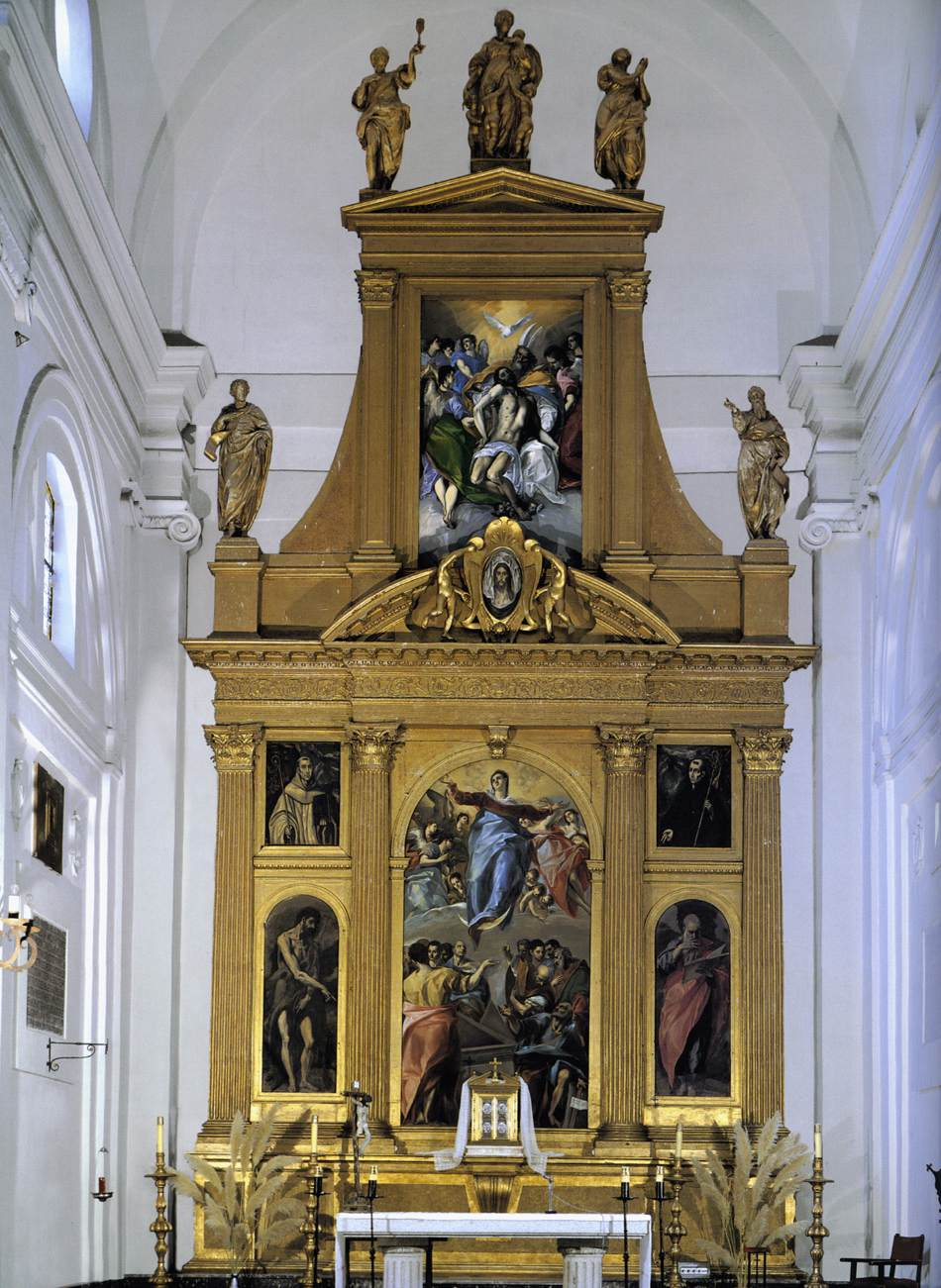
La Trinité, 1577-1579, abbaye Saint-Dominique de Silos. Les tableaux sont des copies modernes ; les sculptures et l'architecture du maître-autel de Santo Domingo sont originales.

Le Greco reçoit, le 11 septembre 1577, la commande de l'ensemble iconographique (peinture, sculpture et architecture) du retable du grand autel de Santo Domingo el Antiguo à Tolède. La Trinité, représentation d’un dogme central du christianisme, est destinée à être la partie haute de ce retable, qui comporte sept toiles et cinq sculptures enchâssées dans une structure architectonique ornée de colonnes et frontons. L’architecture du retable n’est pas sans rappeler les iconostases des églises orthodoxes grecques.

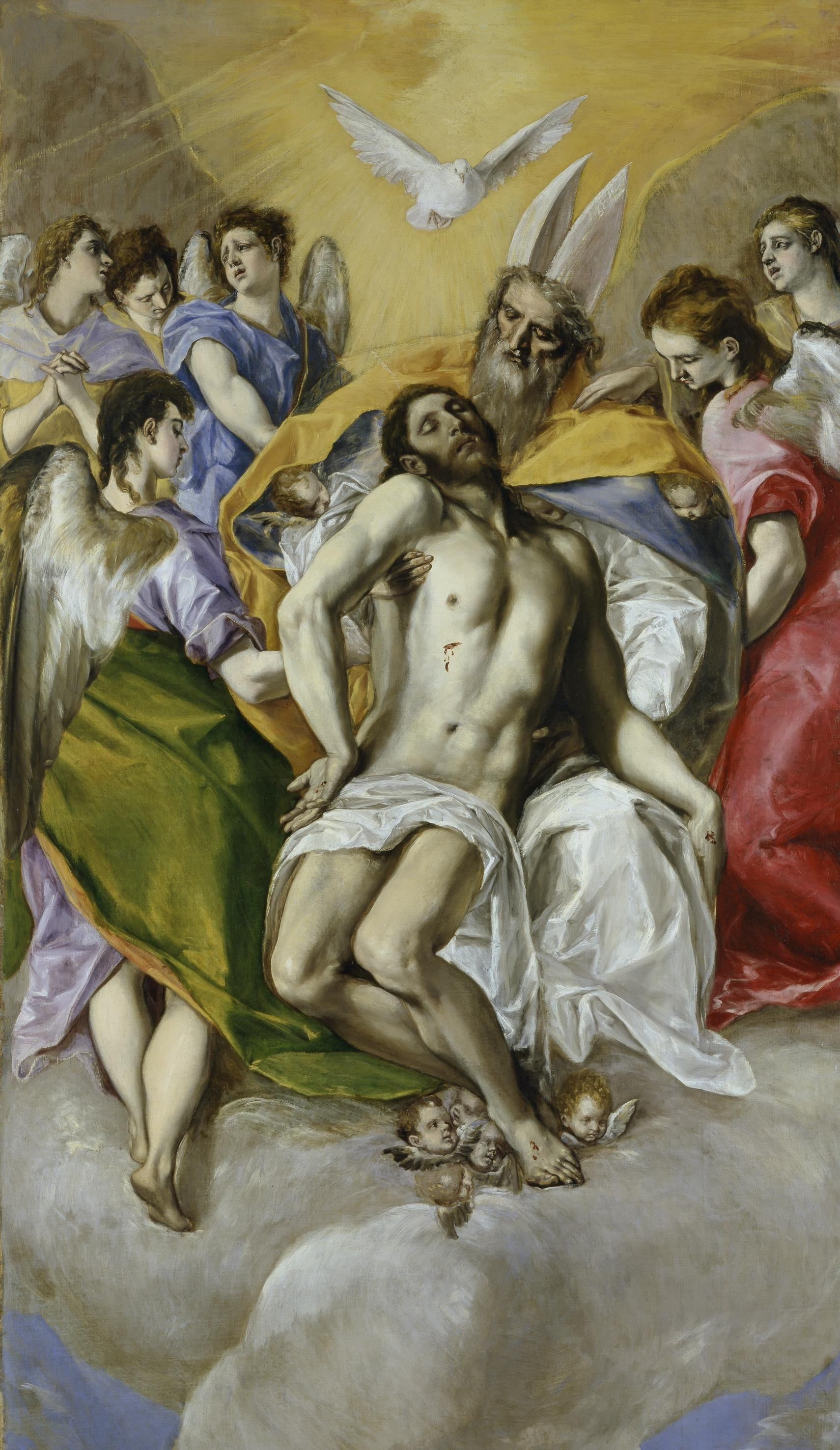
La Trinité, 1577, Madrid, musée du Prado.

Les peintures du retable sont aujourd'hui dispersées dans différents musées, les peintures actuelles sont des copies modernes. Le tableau L'Assomption de la Vierge, qui occupe la plus grande partie de ce retable, au registre inférieur, reflète encore l'influence italienne. La composition du tableau de La Trinité conservée à Madrid au musée du Prado, est reprise d'une gravure d'Albrecht Dürer, la pose du Christ est reprise d'après Michel-Ange. Dieu est peint comme un vénérable vieillard avec les cheveux longs et une barbe blanche et tient devant lui dans les mains le Christ mort. Il est vêtu de blanc comme le pape, porte un manteau bleu et or et une tiare. Le Christ est peint dans la position de la descente de croix avec les stigmates de son calvaire. Une colombe, placée sur un fond or comme dans la tradition des icônes, représente le Saint-Esprit et vole au-dessus. Les anges et séraphins font cercle autour de la scène. La lumière semble venir du corps du Christ, de Dieu le Père et de la colombe.
Quand Francisco Pacheco rend visite au Greco dans son atelier tolédan en 1611, il commente cette Trinité, dans son traité L'Art de la peinture publié en 1649, reproduisant la gravure de Dürer.

#### Autres œuvres
Voir articles détaillés : L'Enterrement du comte d'Orgaz et L'Adoration des bergers (El Greco)
- L'Assomption de la Vierge, 1577, 401 × 229 cm, musée Santa Cruz de Tolède, Hôpital de Tavera[26]
- Portrait d'un gentilhomme de la maison de Leiva, 1580, huile sur toile, musée des Beaux-Arts, Montréal)
- Antonio de Covarrubias y Leiva, musée du Louvre[27]
- Le Christ en croix adoré par deux donateurs, acheté en 1908 à la ville de Prades[28], v. 1580, toile, 248 × 180 cm, peint pour l'église des religieuses hiéronymites de la reine à Tolède[29]
- Les Larmes de saint Pierre, (entre 1580 et 1586), huile sur toile, 108 × 89,6 cm, Bowes Museum, Barnard Castle[30]

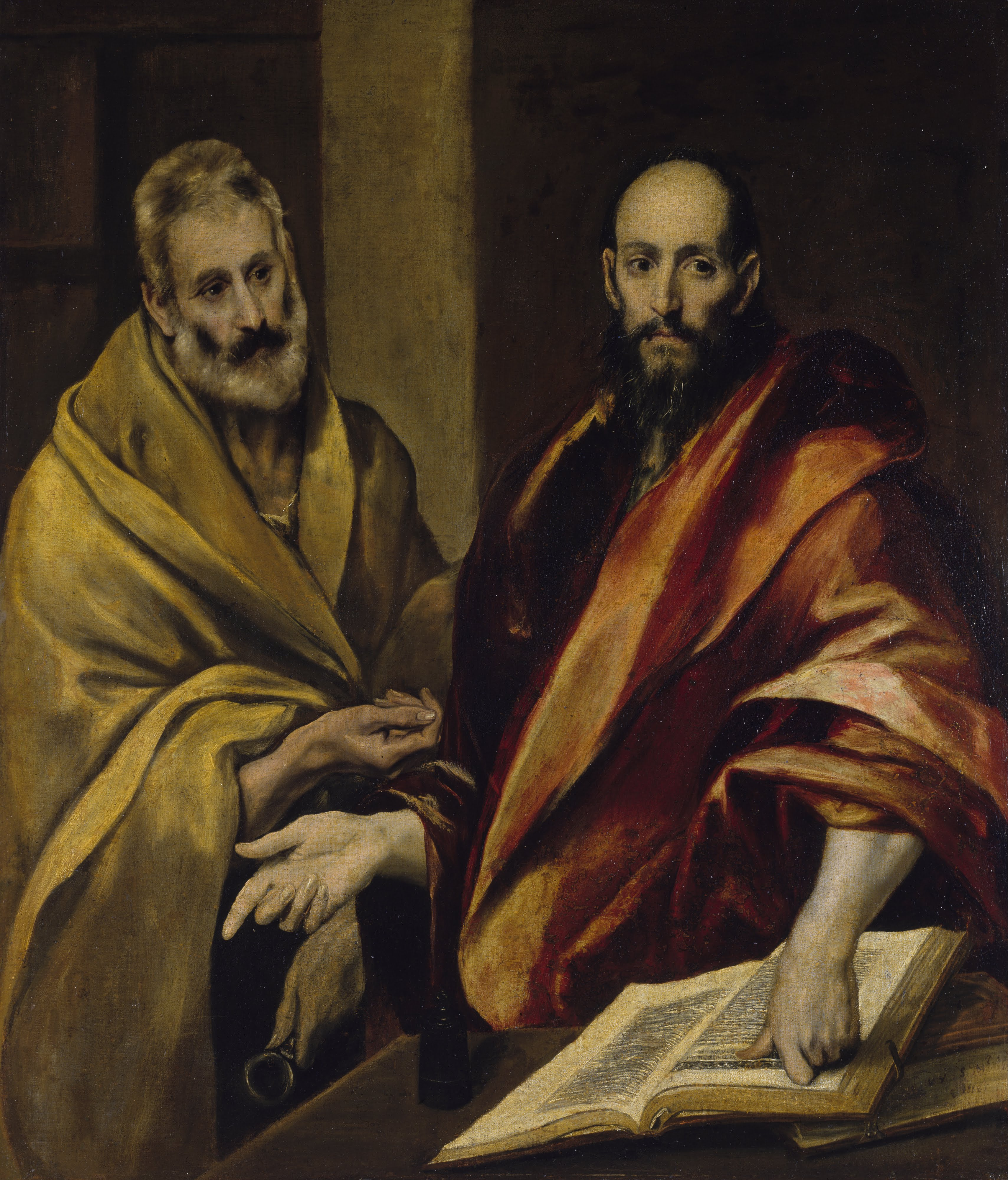
Les Apôtres Pierre et Paul, 1587-1592, Saint-Pétersbourg, musée de l'Ermitage.

- La Sainte Famille, vers 1580, huile sur toile, 106 × 87 cm, Hispanic Society of America, New York[31]
- Saint Antoine de Padoue, vers 1580, huile sur toile, musée du Prado, Madrid
- La Résurrection du Christ[32], 1584-1594, huile sur toile, 275 × 127 cm, musée du Prado, Madrid[9]
- Saint Louis, roi de France, et un page, 1585-1590, toile, 330 × 211 cm, acheté par le Louvre en 1903[33]
- Portrait d'un gentilhomme âgé, vers 1590, huile sur toile, 108 × 90 cm, musée du Prado, Madrid[31]
- La Sainte Famille avec Marie-Madeleine, 1590-1595, huile sur toile, 130 × 100 cm, Cleveland Museum of Art, Cleveland (Ohio)[34]
- Saint Jérôme, 1590-1600, huile sur toile, 188 × 127 cm, Frick Collection, New York. Il en existe quatre versions[23].

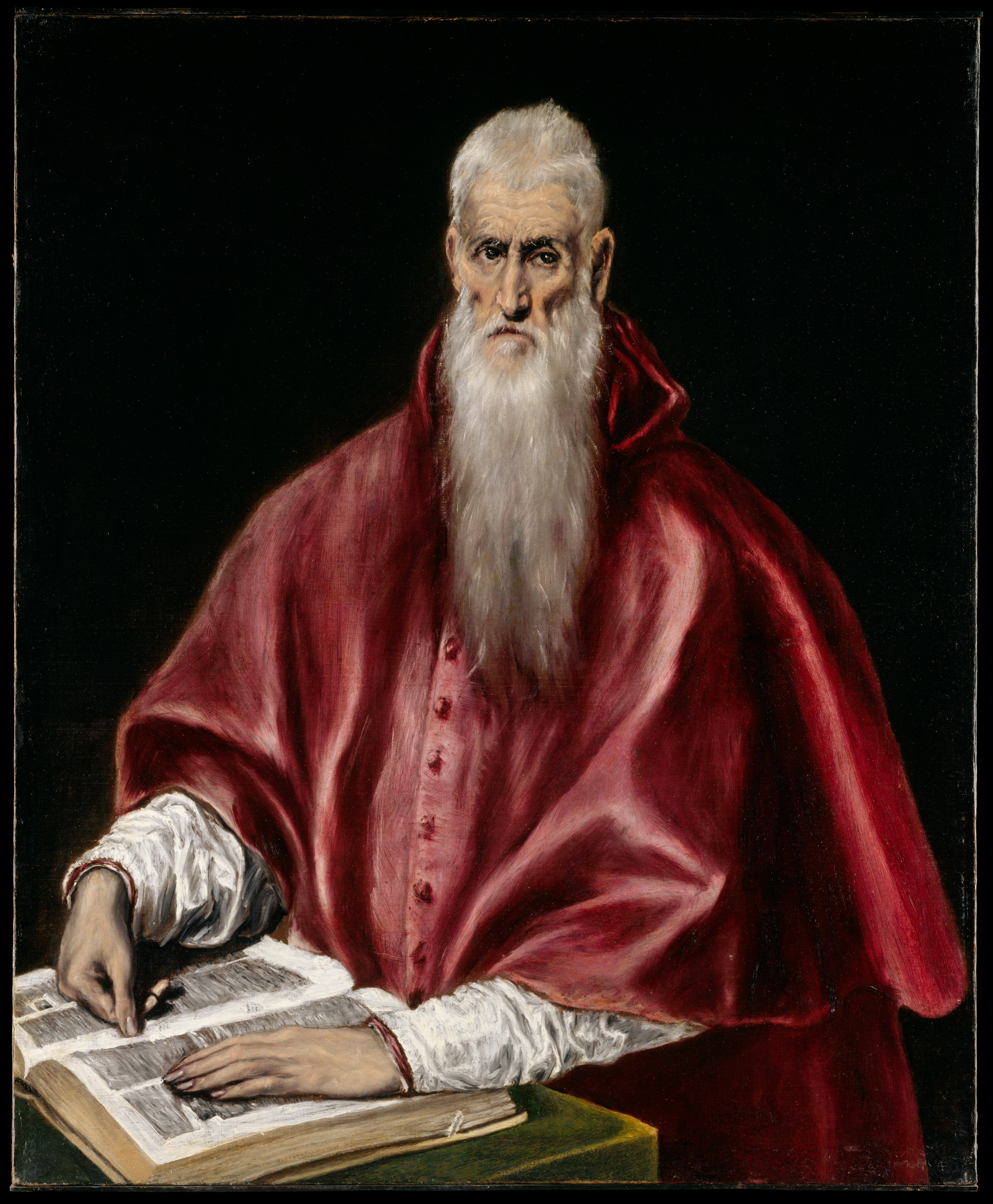
Saint Jérôme en cardinal, vers 1610, New York, Metropolitan Museum of Art.

Saint Jérôme en cardinal, huile sur toile, 108 × 87 cm, Metropolitan Museum of Art de New York
- Portrait de Jorge Manuel Theotocopoulos, musée des beaux-arts de Séville[36]

Les Apostolados (Les séries des Apôtres) sont des séries de douze toiles représentant les douze apôtres. Le Greco a réalisé quatre versions de la même série, de tailles différentes avec la même iconographie. Deux séries sont à Tolède, une à la cathédrale, l'autre dans la maison du Greco, une troisième version est au musée d'Oviedo , une désapareillée est entre autres aux États-Unis à Minneapolis. L'attribution de ces séries au Greco, à son fils ou même au suiveur Blas Munoz (v.1650-1708) est discutée.
- Le Sauveur (1595-1600, taille 72 × 57 cm) de la Galerie nationale d'Écosse à Édimbourg est considérée comme de la main du Greco et ferait partie d'une Apostolado aujourd'hui perdue. La ressemblance de cette figure du Christ avec l'îcone byzantine du Christ pantocrator est troublante : même geste, même attitude, même expression.
- Les Apôtres Pierre et Paul, 1592, huile sur toile, 121 × 105 cm, musée de l'Ermitage, Saint-Pétersbourg font partie d'une des Apostolados de Tolède [38].
- Saint Pierre et Saint Paul, v. 1595, huile sur toile, 116 × 92 cm, musée national d'Art de Catalogne, Barcelone

Les Apôtres 1610-1614 au musée Greco de Tolède
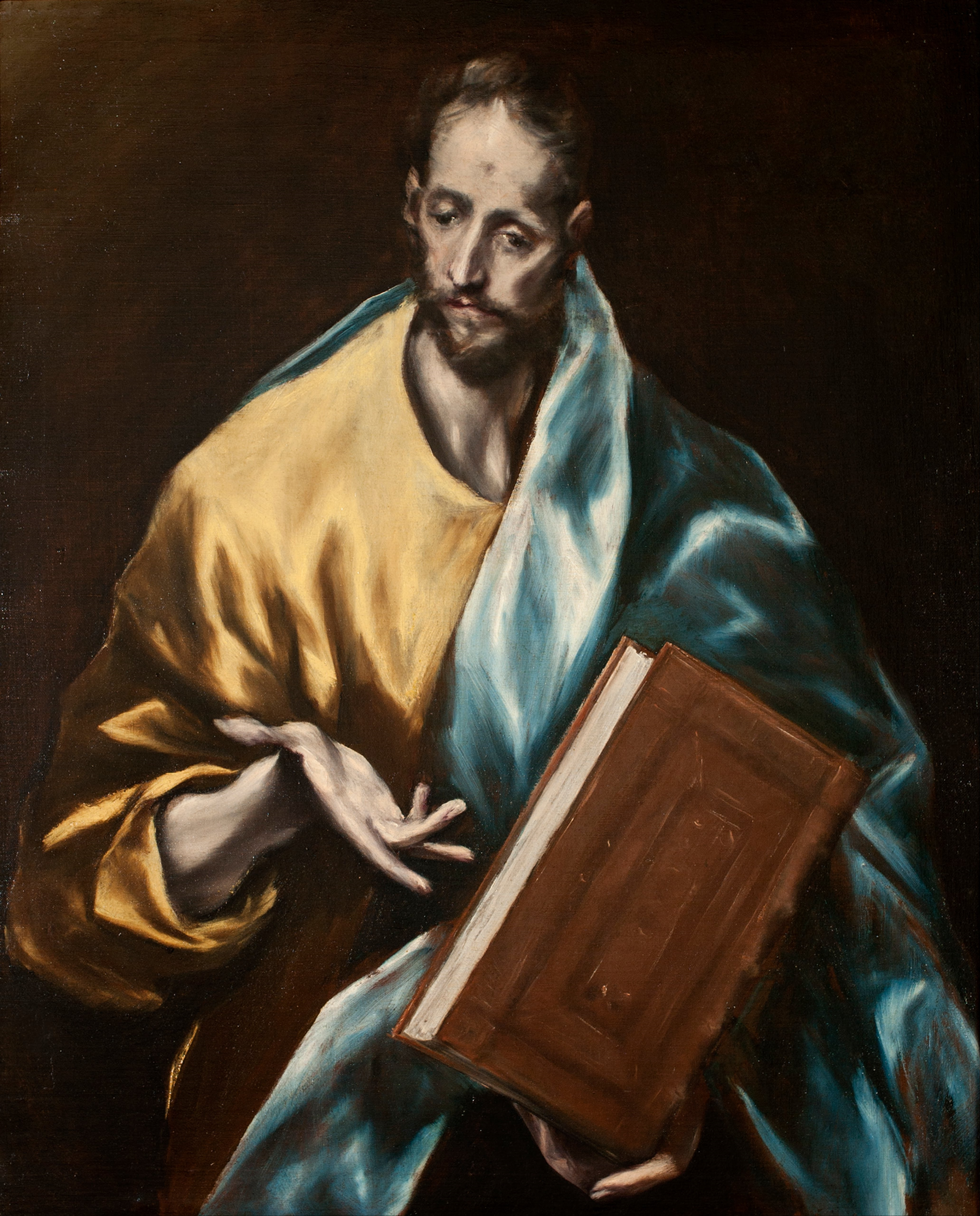
Saint Jacques le Mineur
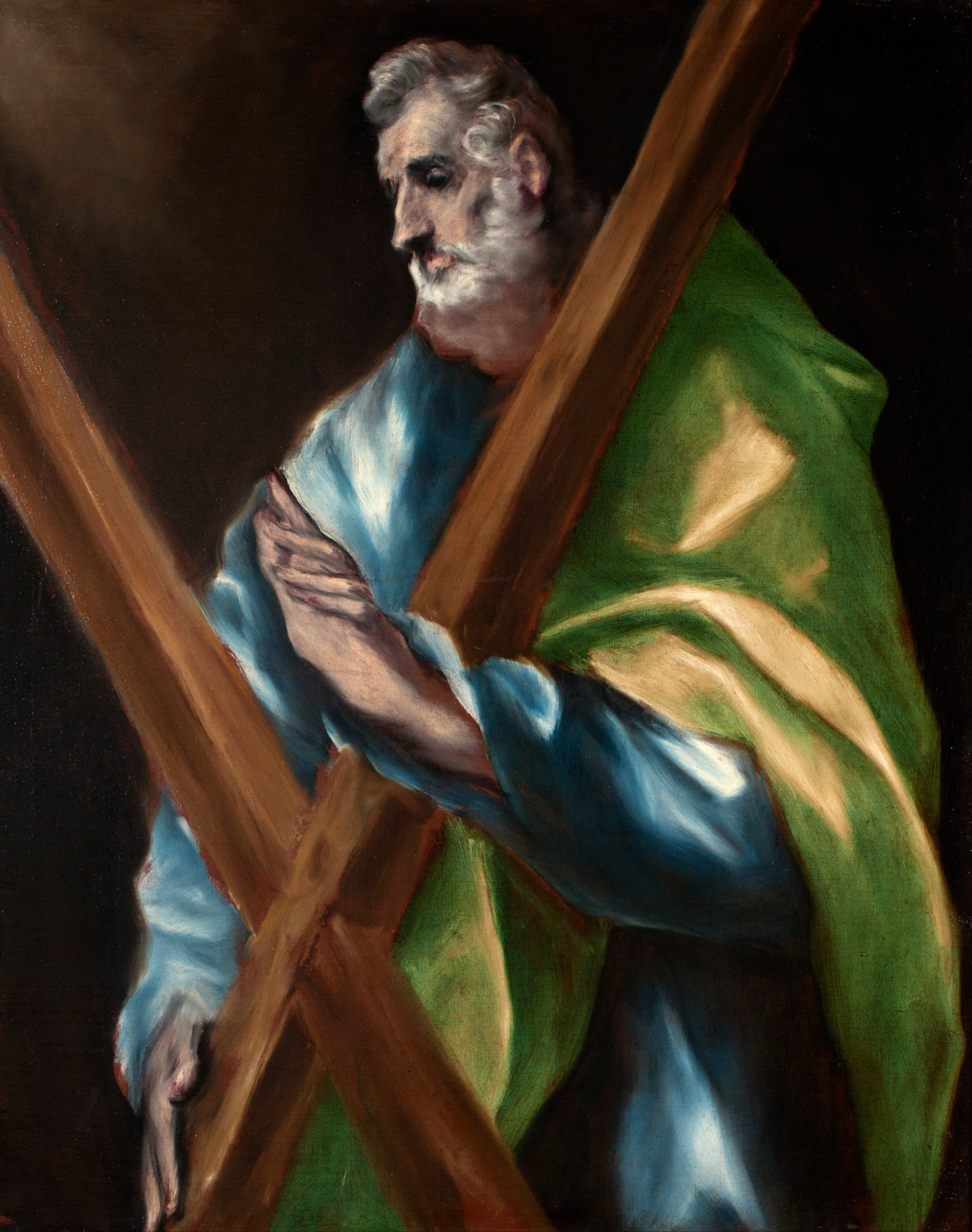
Saint André
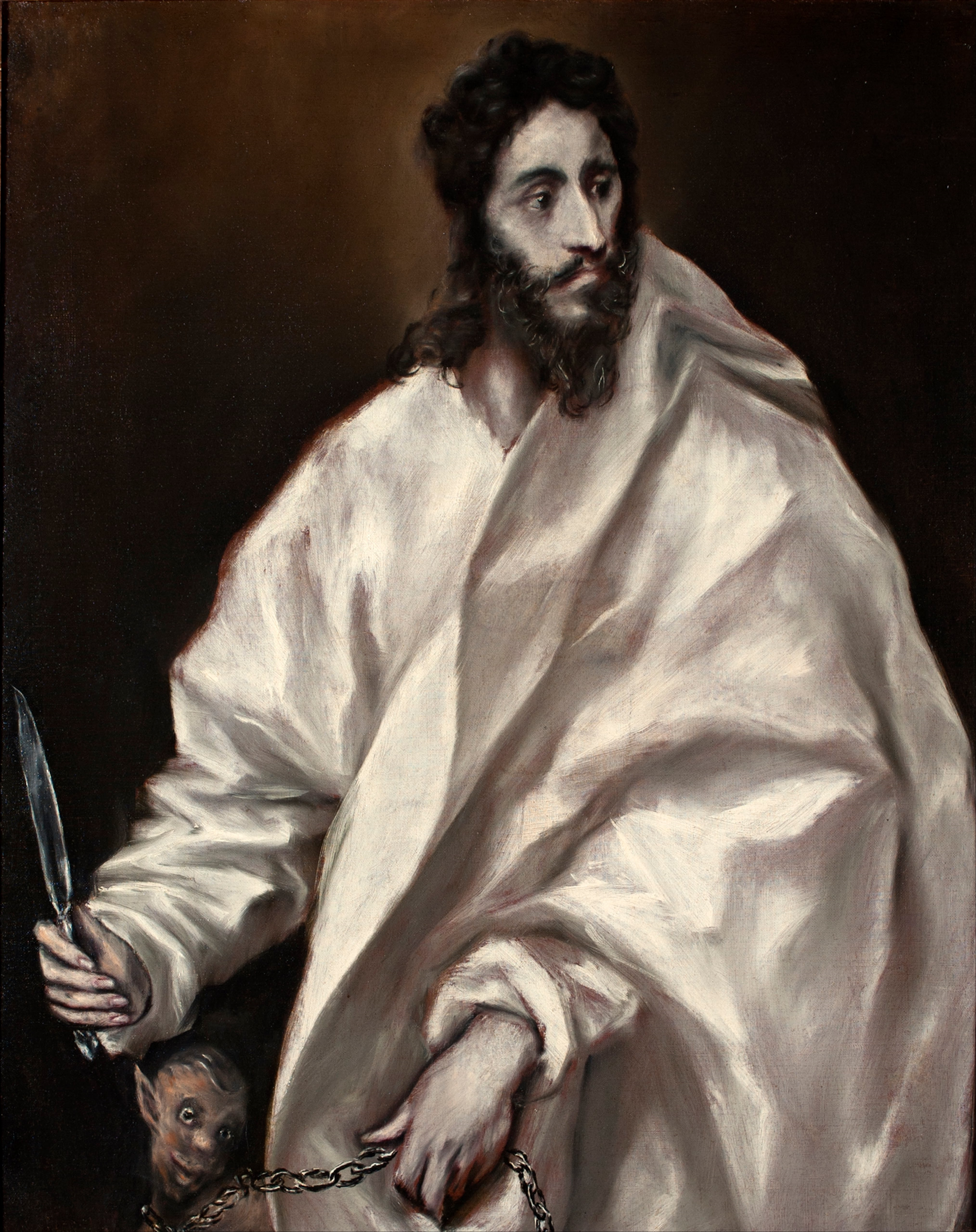
Saint Barthélémy
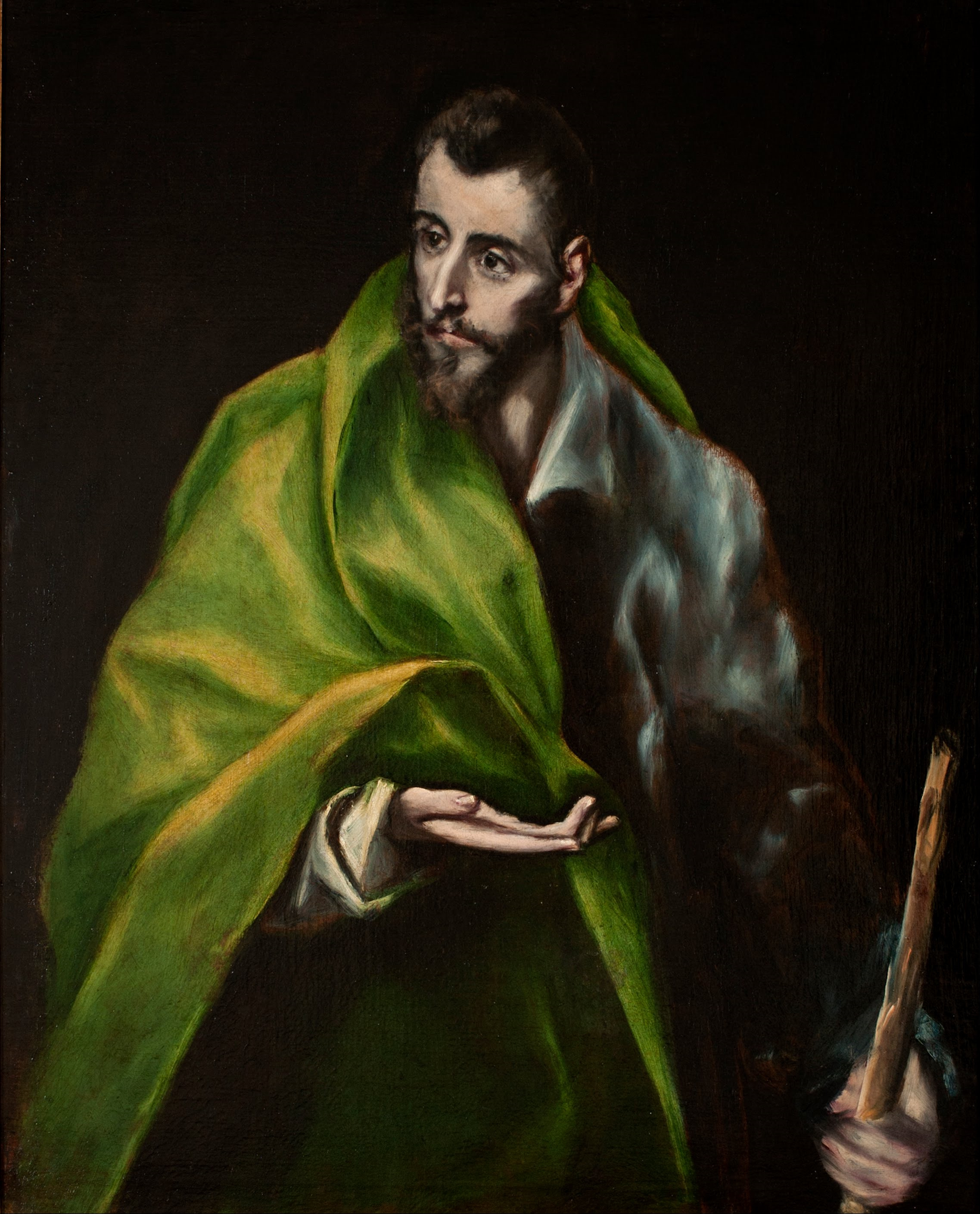
Saint Jacques le Majeur
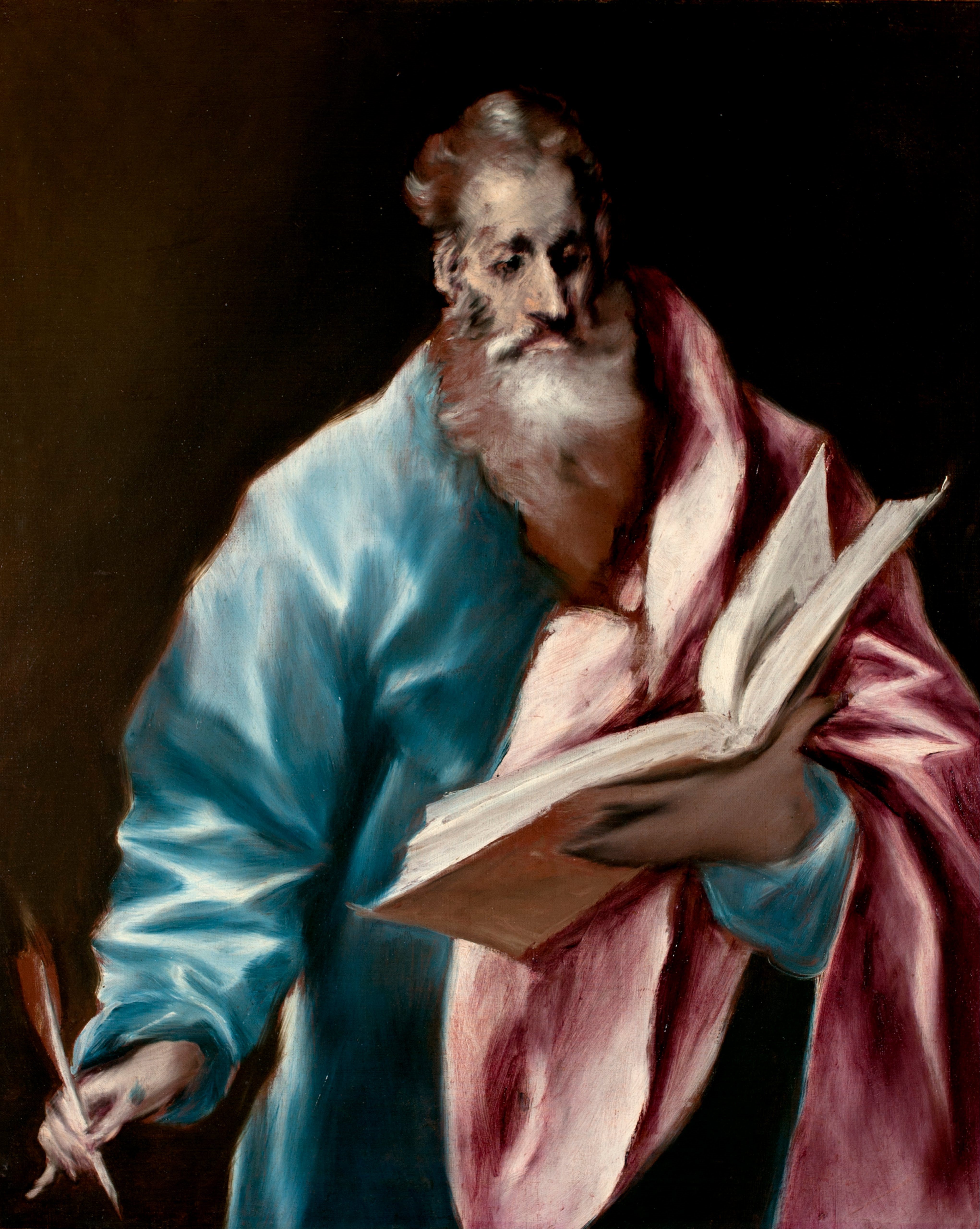
Saint Matthieu
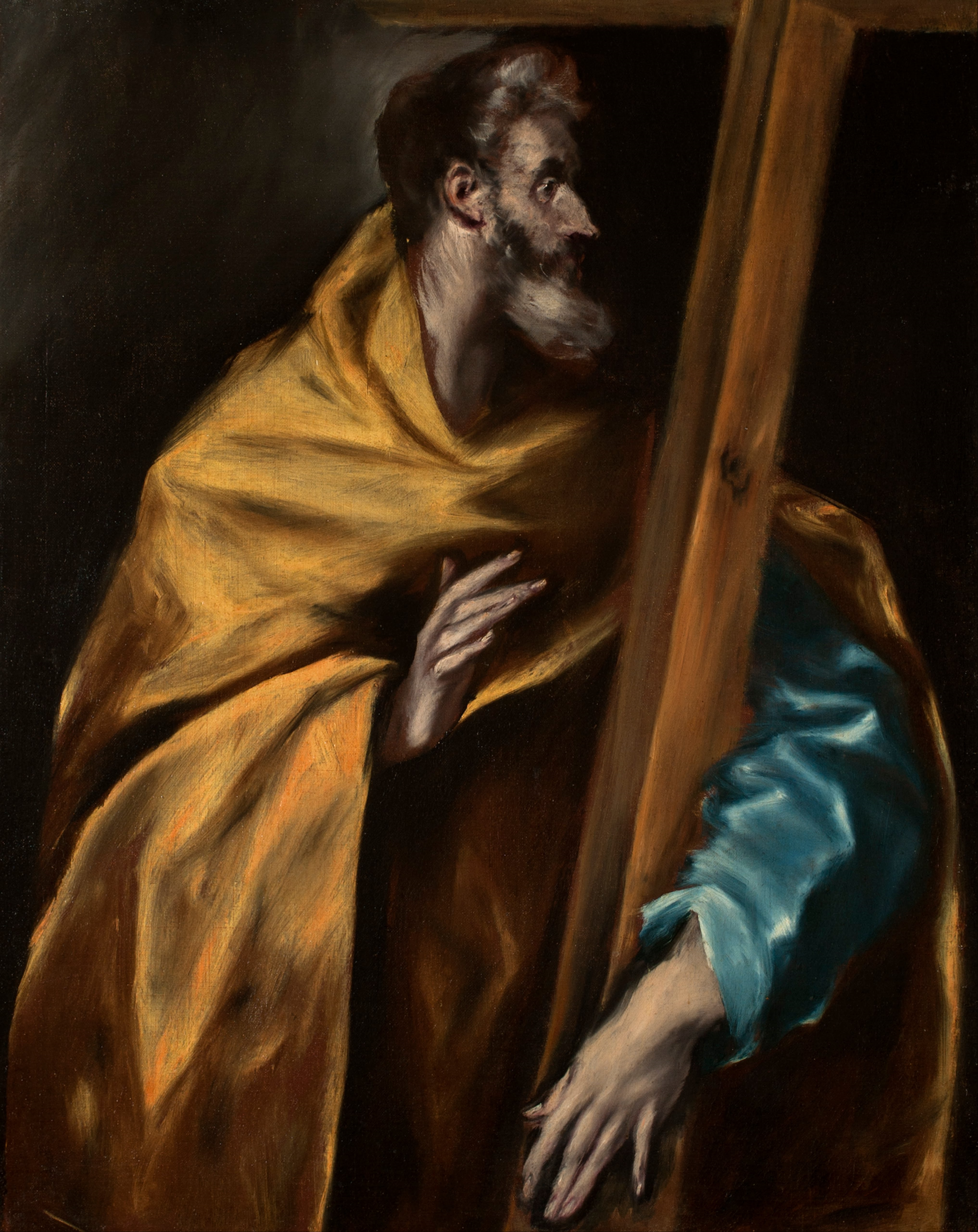
Saint Philippe
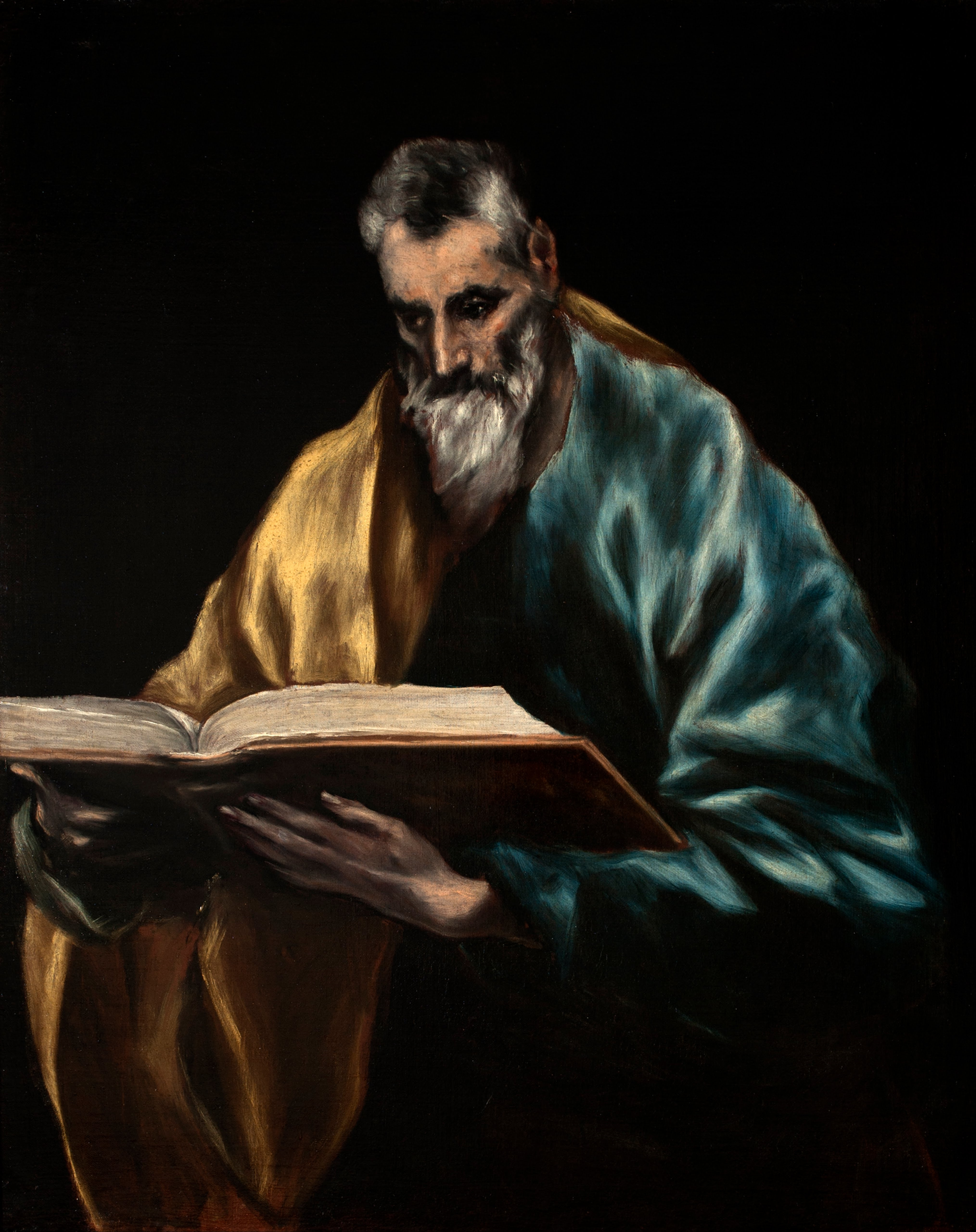
Saint Simon
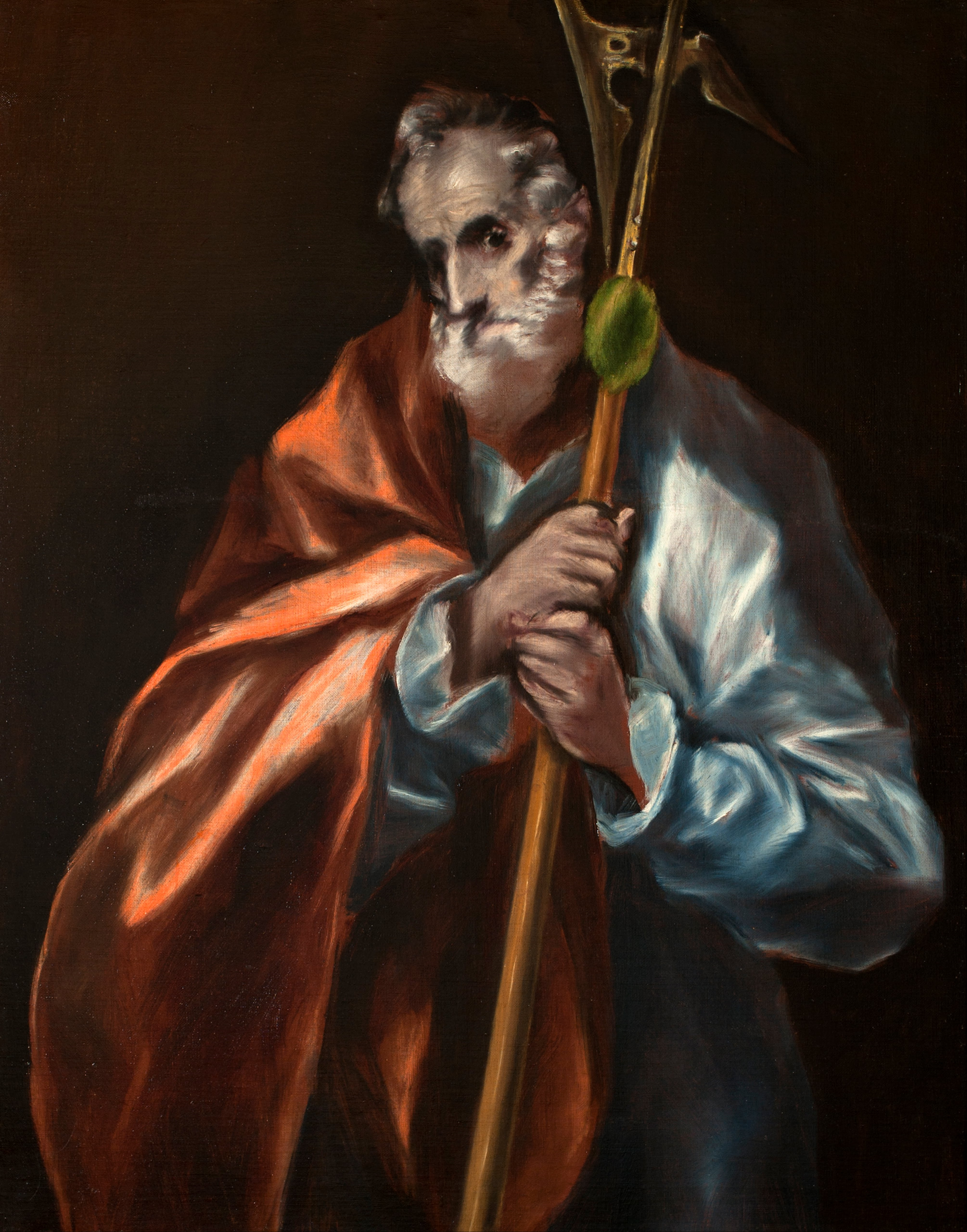
Saint Jude dit Thaddée
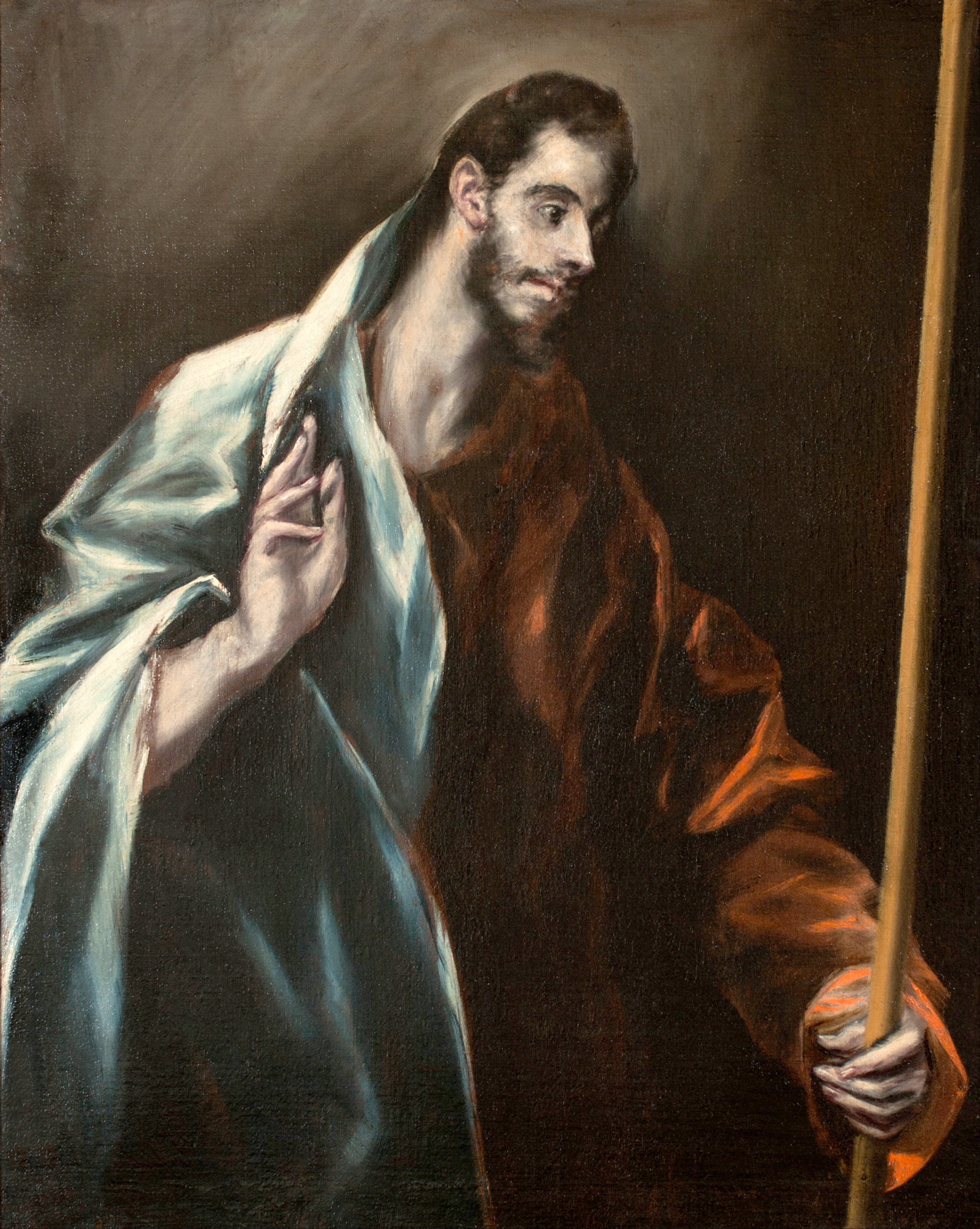
Saint Thomas
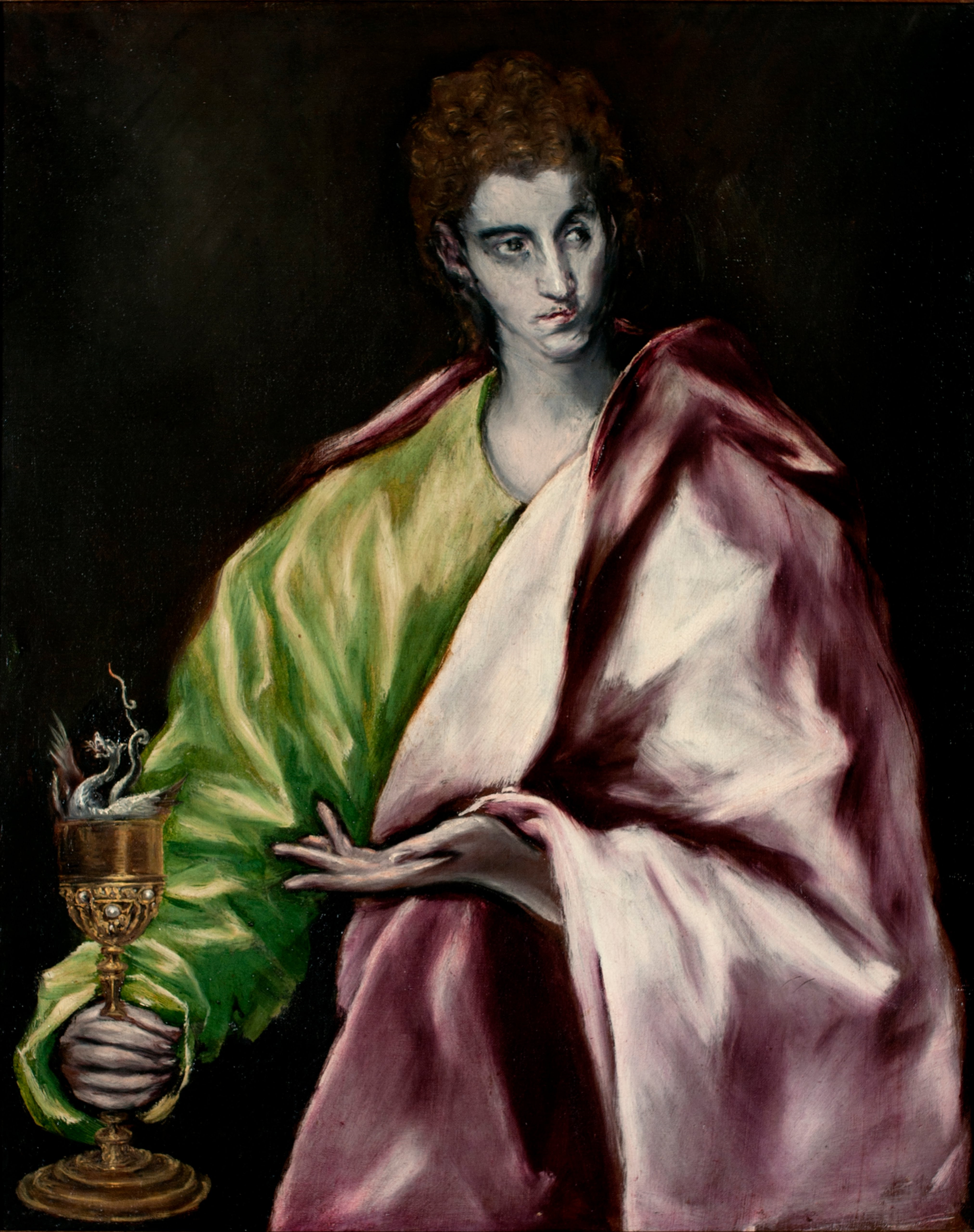
Saint Jean

- La Vue de Tolède sous l'orage de 1597-1599, huile sur toile de 121 × 109 cm, du Metropolitan, est généralement considérée comme l’un des premiers paysages en tant que sujet unique de peinture et non décor. Le Greco réalisa plusieurs vues de Tolède, dont seulement deux sont aujourd'hui conservées. Sur la seconde vue de Tolède, il précise même sur un billet manuscrit dans le tableau qu'il a été obligé de déplacer un bâtiment pour donner plus de visibilité à la vue[1]. Selon les mots d'Ernest Hemingway, « le meilleur tableau du musée [le Metropolitan Museum of Art, New York] et Dieu sait s'il y en a des bons ! »
- Saint Jean l'Évangéliste et saint François, huile sur toile, 109 × 86 cm, musée des Offices, Florence[39].
- L'Annonciation, 1600-1605, huile sur toile, Musée des beaux-arts de Budapest[40]
- Un cardinal, 1600-1601, huile sur toile, 171 × 108 cm, Metropolitan museum of art. On a longtemps vu dans ce cardinal Don Fernando Nino de Guevara qui vécut à Tolède. Mais on pense depuis peu qu'il s'agirait soit de Don Gaspar de Quiroga, soit de Don Bernardo de Sandoval y Rojas, tous deux cardinaux évêques de la ville[35].
- Saint François d'Assise, musée des Beaux-Arts de San Francisco. Une des innombrables versions de ce saint très populaire en Espagne au XVIe siècle.

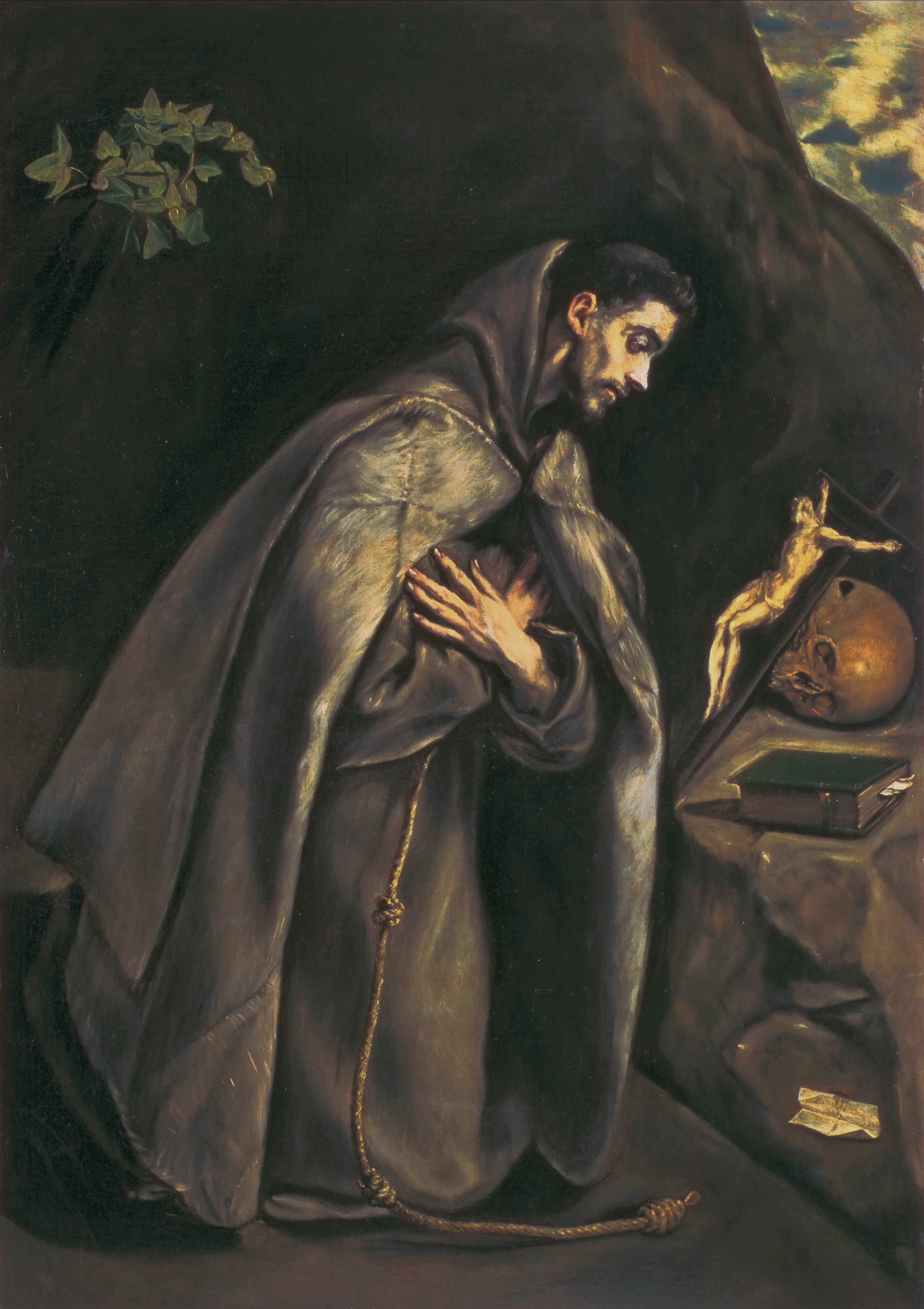
Saint François d'Assise, vers 1595, musée des Beaux-Arts de San Francisco.

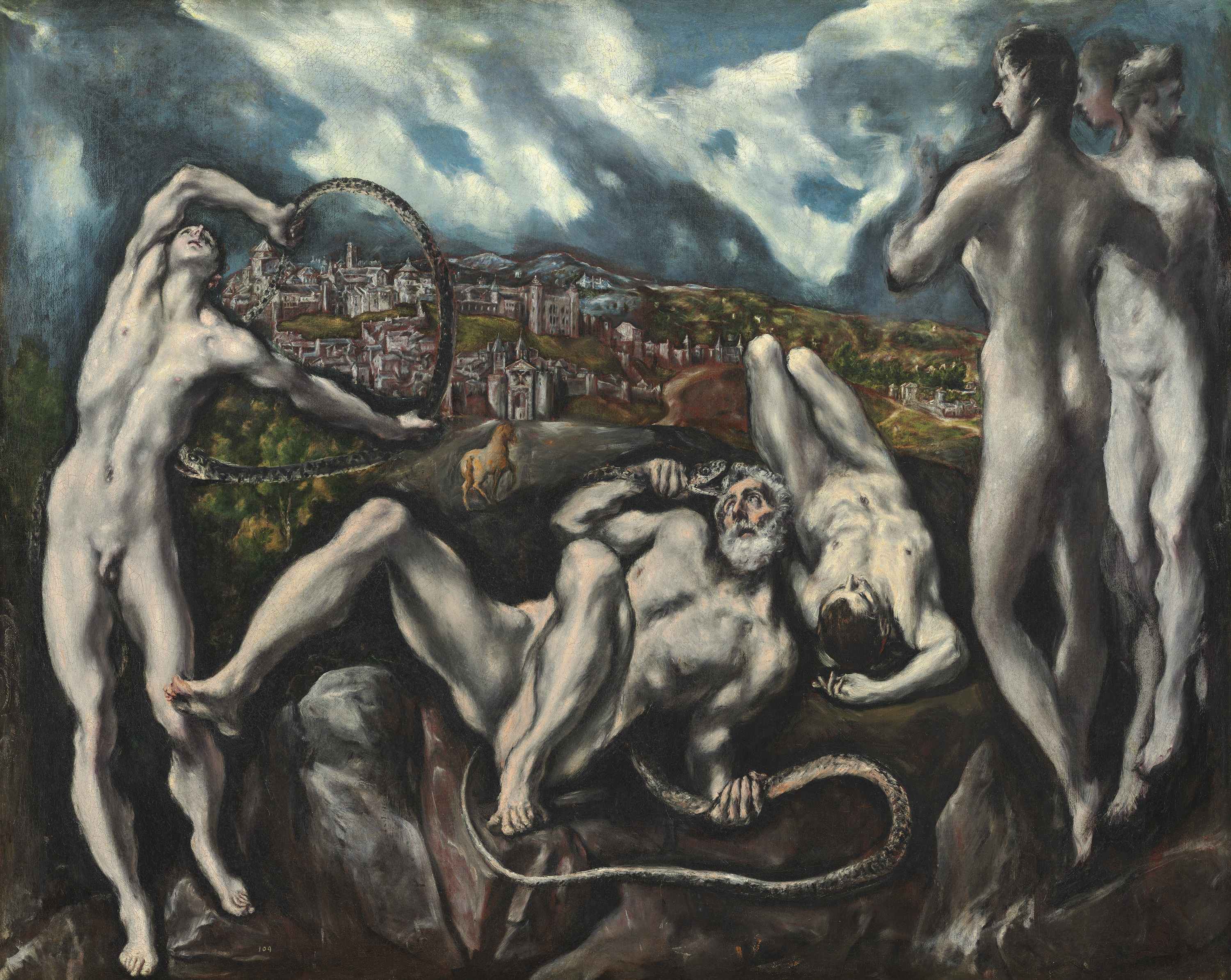
Laocoon, vers 1610, Washington, National Gallery of Art.

- Saint Joseph et l'Enfant Jésus, réalisée vers 1600, musée Santa Cruz de Tolède.
- Le Baptême du Christ (1608-1614) huile sur toile, 330 × 211 cm, musée Santa Cruz de Tolède, Hôpital de Tavera[41]
- L'Ouverture du cinquième sceau (La Vision de saint Jean), 1608-1614, huile sur toile, 222 × 193 cm, Metropolitan museum of art, New York[31]
- Le Concert des anges, 1608-1614, huile sur toile, 115 × 217 cm, Pinacothèque nationale d'Athènes[42]
- Saint Jacques le Mineur, 1609, huile sur toile, cathédrale Sainte-Marie de Tolède.
- Saint Jean l'Évangéliste, 1609, huile sur toile, musée du Prado.
- Portrait du Père Hortensio Félix de Paravicino, v.1609, huile sur toile, 112 × 86 cm, musée des Beaux-Arts de Boston, Boston
- Laocoon, 1610, National Gallery of Art, Washington. Une des œuvres ultimes du Greco en référence aux sculptures antiques romaines et à Michel-Ange.
- Le Mariage de la Vierge, 1613-1614, huile sur toile, 110 × 83 cm, Musée national d'Art de Roumanie, Bucarest, œuvre ultime du Greco qui s'est représenté parmi les personnages[43].

Les compositions, mêlant iconographies byzantine et maniériste, sont des citations plus ou moins directes de sculptures antiques (par exemple le Laocoon), de dessins de Michel-Ange ou de gravures d'Albrecht Dürer et d'autres. Les toiles sont peintes sur un fond de terre sombre selon la technique du bolus byzantin et peintes d'une touche fine et régulière, les visages sont estompés avec une brosse sèche, les parties dans l'ombre ne sont pas peintes, les parties de décor sont ébauchées avec un simple badigeon. Sur le pourtour caché par le cadre, on trouve la palette, esquissée, essayée. Le Greco réalisait sans doute un carton préparatoire qui permettait à l'atelier la répétition à différentes échelles d'un même sujet. Les portraits suivent les règles du portrait « en gloire » de l'esthétique maniériste. Son art a été rapproché des philosophies espagnoles du conceptisme, théologique et mystique de saint Jean de la Croix, sainte Thérèse d'Avila et des poésies de Luis de Góngora

Influence byzantine
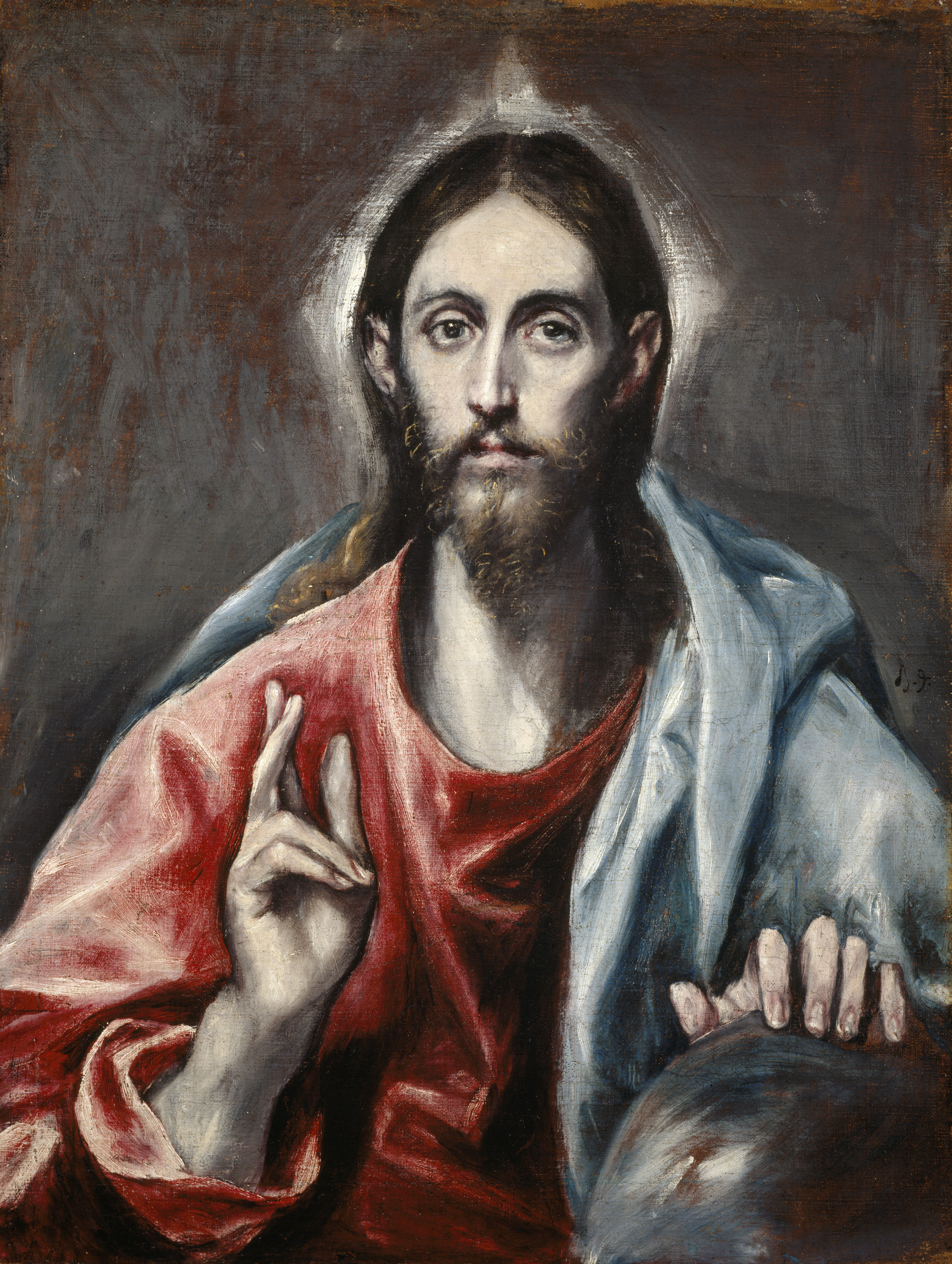
Le Sauveur, Édimbourg, Galerie nationale d'Écosse. Période espagnole.
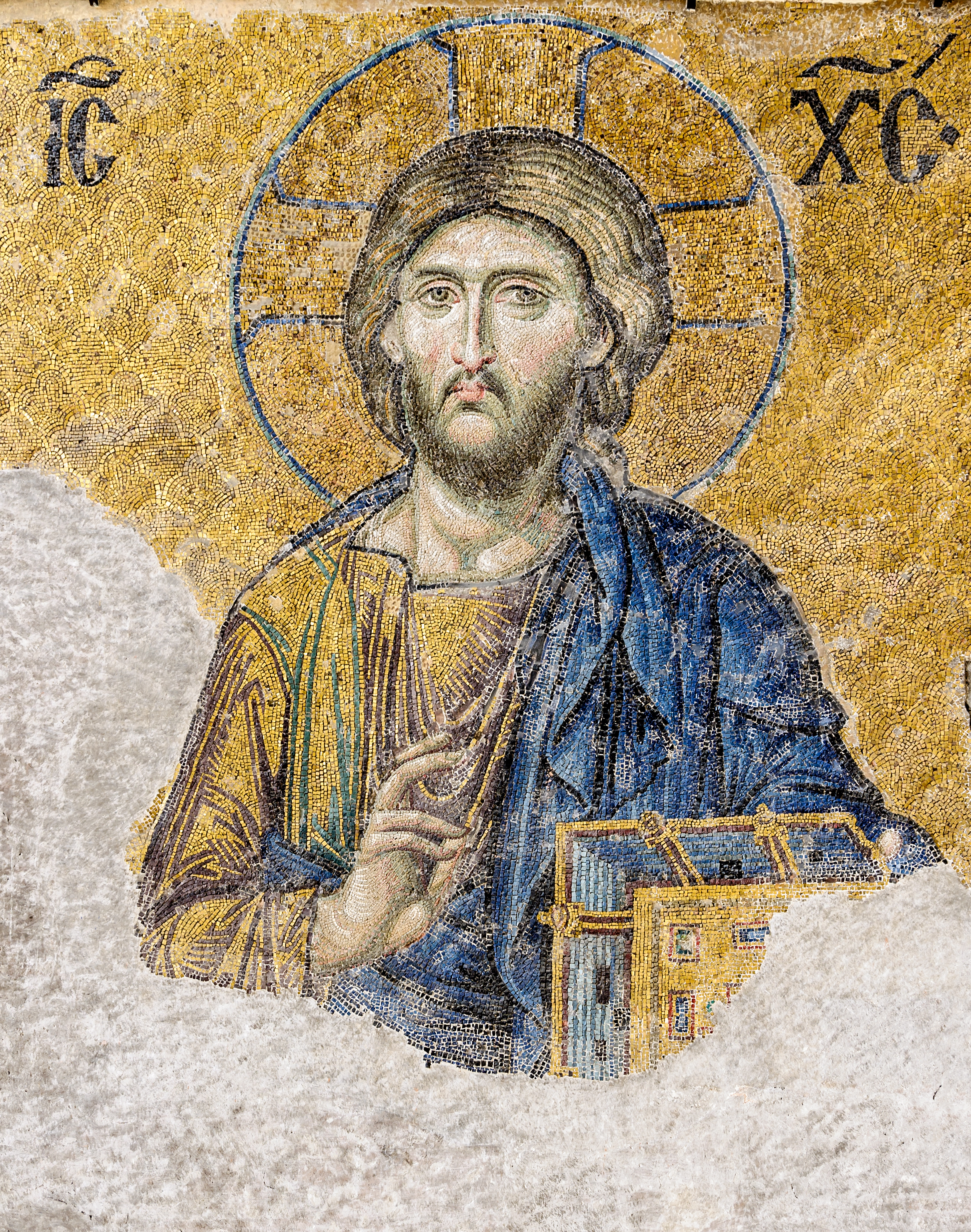
Le Christ pantocrator byzantin, XIIIe siècle, mosaïque de la déisis, Istanboul, Sainte-Sophie.

### Doute sur l'authenticité d'une œuvre
Début mai 2016, la guardia di finanza saisit, le dernier jour de l'exposition, sur commission rogatoire du parquet de Paris, un Saint François attribué au Greco, une huile sur toile d'une valeur de 500 000 euros présentée dans le cadre de l'exposition « El Greco in Italia. Metamorfosi di un genio » au palais Ca' dei Carraresi (it) de Trévise. Les enquêteurs soupçonnent, sur la base d'une dénonciation anonyme, la toile qui appartient à Pasquale Frongia dit Lino Frongia, peintre et collectionneur de Reggio d'Émilie, d'être un faux de la même main que la Vénus au voile attribuée à Lucas Cranach l'Ancien. Le tableau est transféré à Paris, laissant les organisateurs de l'exposition médusés qui, pour la certification de l'authenticité de l'œuvre s'étaient appuyés sur des experts internationaux dont Leticia Ruiz Gómez. L'un des principaux experts du peintre crétois pour le musée du Prado à Madrid, elle avait signé une étude par laquelle elle certifiait l'authenticité du Saint François. L'œuvre avait également fait l'objet de tests chimiques spécifiques, avec collecte et examen des pigments qui avaient établi sans l'ombre d'un doute sa datation et sa paternité. Le critique d'art Vittorio Sgarbi était intervenu dans les pages du Corriere del Veneto expliquant qu'il avait assisté à l'acte de vente entre l'ancien propriétaire et Frongia, garantissant l'authenticité du tableau acheté comme une œuvre de la fin du XVIe siècle.

### Le Greco sculpteur et écrivain

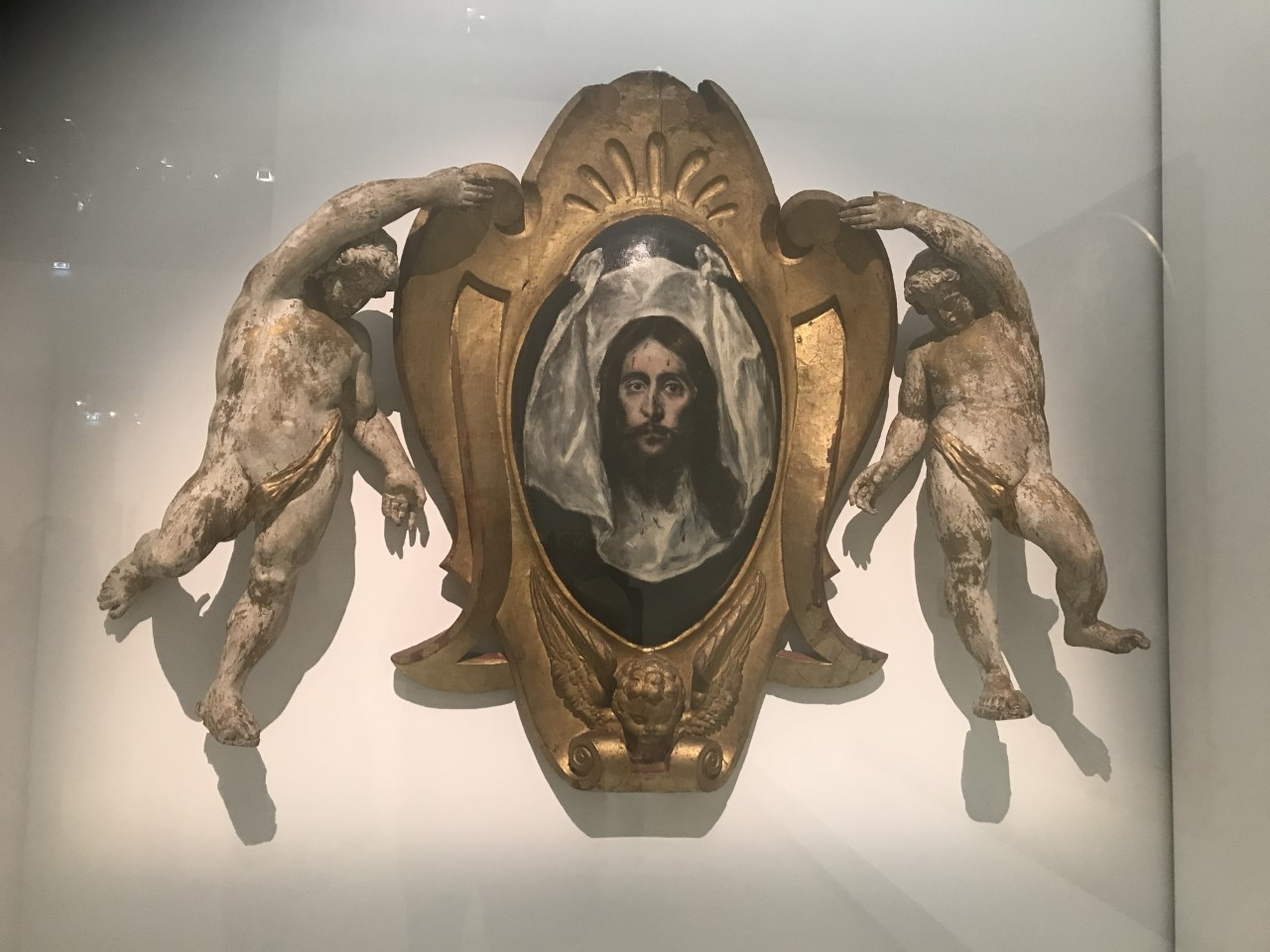
La Sainte-Face, 1577, collection particulière. Élément du retable de La Trinité du couvent de Santo Domingo el Antiguo de Tolède, entablement intermédiaire avec deux sculptures du Greco.

Le Greco possédait une ample bibliothèque d'une centaine de livres (traités d'architecture et de textes philosophiques et esthétiques classiques) en italien, en grec et en espagnol. Il ne lisait pas le latin et parlait difficilement le castillan. Ses notes et pensées sont écrites dans les marges des Vies d'artistes de Vasari et du Traité d'architecture de Vitruve dans un mélange d'italo-vénitien et de mots castillans insérés, montre qu'il était parfaitement au courant des débats esthétiques post-renaissants.
Avant de mourir, il écrivit un Traité de Perspective en cinq parties, manuscrit aujourd'hui perdu. Sa bibliothèque comportait également plusieurs centaines de gravures qui lui servaient de modèles.
Le Greco est l'auteur des peintures mais également de sculptures et du dessin de l'architecture de l'ensemble des retables et encadrements de ses tableaux avec colonnes, chapiteaux, rinceaux, frontons, etc. suivant les préceptes de l'architecture classique de Vitruve, Serlio, Alberti, Labacco, Vignola, ou Palladio,. dont il possédait les livres. Il est l'auteur de l'architecture du retable de Santo Domingo el Antiguo tel l'on peut le voir encore aujourd'hui.
Le Greco est l'auteur d'un Christ ressuscité en bois polychrome conservé à Tolède à l'hôpital Tavera, et d'une Épiméthée et Pandore (1600-1610) en bois polychrome conservée à Madrid au musée du Prado.

## Réception critique de son œuvre

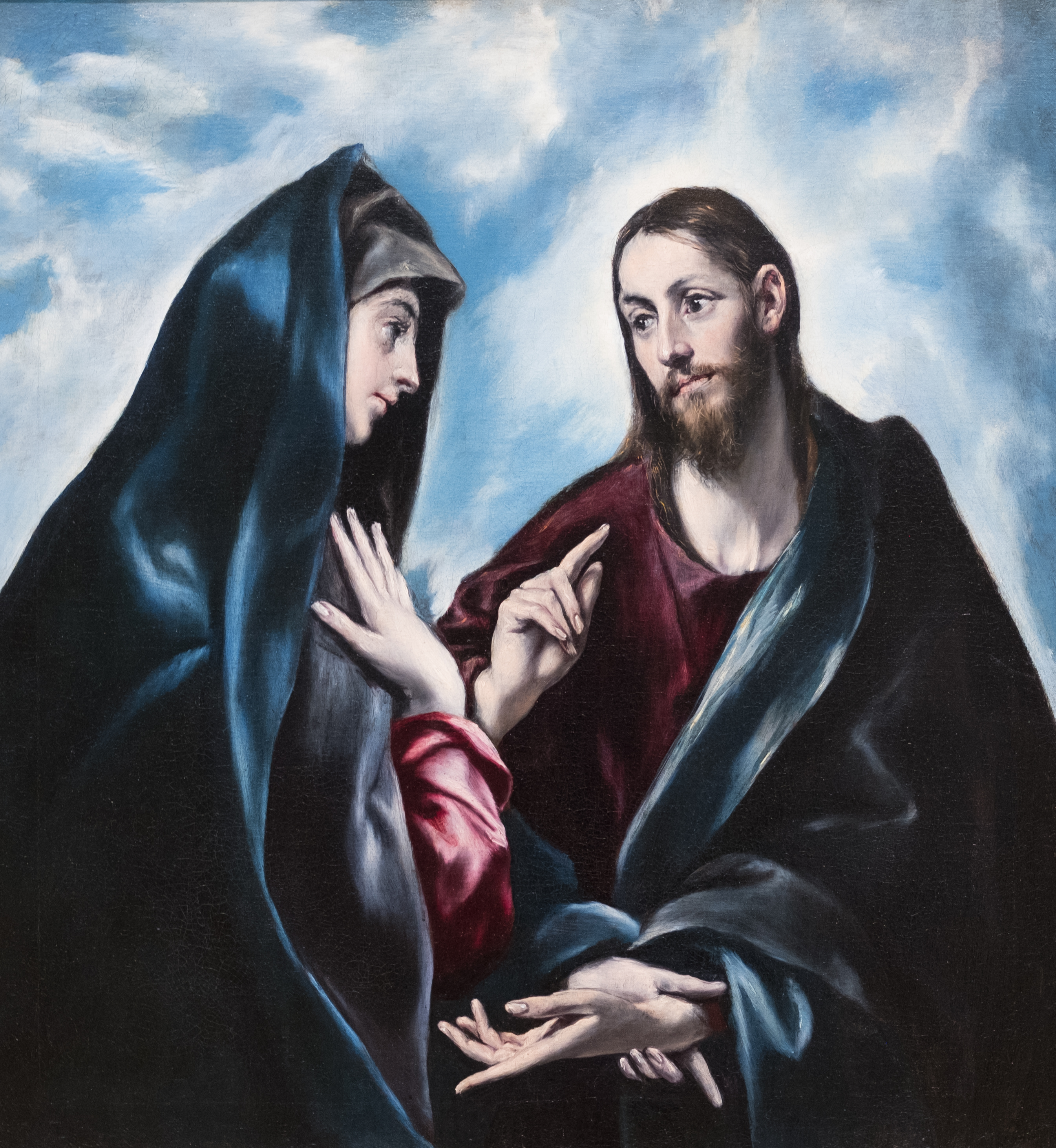
Le Christ prend congé de sa mère (v. 1590), collection particulière.

De son époque à aujourd'hui, l'œuvre du Greco a été très diversement appréciée et commentée, qualifiée de mystique, de maniériste, de pré-expressionniste, de pré-moderne, de folie, d'astigmatisme, ou de quintessence de l'esprit espagnol, enfin de peintre grec.
Les contemporains du Greco comme le peintre et théoricien de l'art Francisco Pacheco, reconnaissent son talent, mais aussi son isolement. Le peintre et théoricien Jusepe Martinez au XVIIe siècle qualifie son style de capricieux et d'extravagant. Au XVIIIe siècle, Antonio Palomino apprécie la peinture du Greco dans le style vénitien de sa période italienne et de son début en Espagne, mais pas l'œuvre ultime, dans un aphorisme resté célèbre : « Ce qu'il a fait bien, personne n'a fait mieux ; ce qu'il a fait mal, personne n'a fait pire ». « Greco était un grand peintre, disciple de Titien qu’il a imité si bien que ses peintures étaient confondues avec celles de son maître […] aussi constatant cette confusion entre sa peinture et celles du Titien, il chercha à changer sa manière, avec une telle extravagance qu’il rendit sa peinture dépréciée et ridicule par un dessin disloqué et le désuni de sa couleur. »

### Les voyageurs romantiques
Au XIXe siècle, les écrivains romantiques français, en particulier Théophile Gautier dans son Voyage en Espagne publié en 1843, voient dans Le Greco un peintre halluciné d'une force rare d'expression, que l'écrivain associe à sa vision d'une Espagne pittoresque.
Le peintre est alors redécouvert, en particulier à travers les toiles que possède le musée du Louvre à Paris dans la Galerie espagnole sous Louis-Philippe. Eugène Delacroix, Jean-François Millet ou Édouard Manet puis Paul Cézanne s'intéressent à lui, le collectionnent ou copient ses toiles. Ainsi Manet et le critique d'art Zacharie Astruc échangent par lettres « Deux hommes seulement, après le Maître (Vélasquez), m'ont séduit là-bas : Greco dont l’œuvre est bizarre, des portraits fort beaux cependant (je n'ai pas été content du tout de son Christ de Burgos) et Goya » écrit Manet, « Combien de fois ne vous ai-je parlé de ce pauvre Greco. N'est-il pas vrai que son œuvre semble empreinte de quelque horrible tristesse. Avez-vous remarqué l'étrangeté de ses portraits ? Rien de plus funèbre. Il les ordonne avec deux gammes : le noir, le blanc. Le caractère en est frappant. Tolède possède deux toiles que je vous avais signalées : La Mort d'un chevalier - Jésus au milieu des soldats. Mais pourrez-vous croire, maintenant, à cette absurdité propagée, encore par Gautier, - Greco devint fou, désespéré de sa ressemblance avec Titien. Voilà bien, toujours la critique française - l'historiette. Est-il un artiste plus personnel que celui-là - personnel de ton, de forme, de conception? » répond Astruc.

### Début duXXesiècle
La première grande étude espagnole consacrée au Greco est celle de Manuel Bartolomé Cossio en 1908, qui publie le premier catalogues du Greco avec 383 œuvres.
Le premier livre important à son propos en français est celui de Maurice Barrès en 1910, Le Greco ou le Secret de Tolède, dans lequel il associe le peintre visionnaire, fou et astigmate à une vision mythique de la ville espagnole, sans tenir compte des découvertes de San Roman.

### Après les premiers documents autographes découverts
En 1910, l'historien de l'art espagnol San Roman publie El Greco en Toledo, où il donne à lire les 88 documents d'archives (contrats, actes notariés…) qu'il a découverts à Tolède et qui établissent la base de la documentation factuelle de la période espagnole du Greco. En Espagne, la même année, s'ouvre le musée du Greco, une maison-musée édifiée sous l'impulsion du marquis Don Benigno de la Vega-Inclán, qui fait par ailleurs beaucoup pour réhabiliter l’œuvre du peintre en Espagne.
En 1910, le critique allemand Julius Meier-Graefe publie Spanische Reise dans lequel il affirme l'idée que Le Greco est le précurseur de l'art moderne ; un an plus tard, à Munich, huit toiles du Greco sont montrées à l'Alte Pinakothek dans le cadre de la collection Marcell Nemes. Pablo Picasso, Robert Delaunay, puis plus tard Jackson Pollock s'inspirent de lui et revendiquent ses déformations. Guillaume Apollinaire le voit comme une figure tutélaire : « L'inspiration qui animait le Candiote dont les œuvres si dépouillées unissent aux beautés de l'hellénisme toutes les splendeurs de la foi chrétienne. »
Dans les années 1920, les théories « scientistes » se multiplient pour tenter de comprendre soit la folie, soit la paranoïa, ou l'astigmatisme du Greco.
Entre 1920 et 1950, les études se portent sur la période vénitienne du Greco, jusqu'à augmenter le nombre d'œuvres attribuées à plus de 800. Dans ces années, l'œuvre du Greco atteint une forme d'apogée littéraire, Níkos Kazantzákis, Ernest Hemingway et André Malraux (dans Les Voix du silence) écrivent sur le peintre.
Élie Faure écrit dans son Histoire de l'Art (1927) : « Le Crétois qui voyait encore luire au fond de sa mémoire la lueur étroite et rouge dont s'éclairent les icônes dans les chapelles orthodoxes, et que Titien et Tintoret avaient initié à la peinture dans leur Venise où le lit de pourpre et de fleurs des agonies royales était déjà disposé, porta dans ce monde tragique la ferveur des natures ardentes où toutes les formes nouvelles de sensualité et de violence entrent en lame de feu. Au fond, ce jeune homme de 25 ans était un vieux civilisé plein de névroses séculaires, que les aspects sauvages du pays où il arrivait et le caractère accentué du peuple au milieu duquel il allait vivre subjuguèrent au premier choc. Tolède est faite de granit. Le paysage autour d'elle est terrible, d'une aridité mortelle, des mamelons pelés pleins d'ombre dans les creux, un torrent encaissé qui gronde, de grands nuages traînants. Par les jours de soleil, elle ruisselle de flamme, elle est livide comme un cadavre en hiver. À peine çà et là, l'unité verdâtre de la pierre est-elle effleurée du pâle argent des oliviers, de la légère tache rose ou bleue d'un mur peint. Mais aucune terre grasse, aucun feuillage bruissant, c'est un squelette décharné où rien de vivant ne bouge, un absolu sinistre où l'âme n'a d'autre refuge que la solitude éperdue ou la cruauté et la misère dans l'attente de la mort. Avec ce granit pilé, cette horreur, cette flamme sombre, le Greco peignit ses tableaux. C'est une peinture effrayante et splendide, grise et noire, éclairée de reflets verts. Dans les vêtements noirs il n'y a que deux taches grises, les fraises, les manchettes d'où sortent des têtes osseuses et des mains pâles. Soldats ou prêtres, c'est le dernier effort de la tragédie catholique. Ils portent déjà le deuil. Ils enterrent un guerrier dans le fer et ne regardent plus qu'au ciel. Leurs faces grises ont l'aridité de la pierre. Les os qui percent, la peau séchée, les globes oculaires enfoncés sous l'orbite cave semblent saisis et contournés par une pince de métal. Tout ce qui définit le crâne et le visage est poursuivi sur les surfaces dures, comme si le sang ne gonflait plus la chair déjà flétrie. On dirait que du centre de l'être partent des attaches nerveuses qui tirent à lui la peau. Il n'y a que l'œil qui brûle fixé dans la volonté de rejoindre l'ardente mort à force de stériliser la vie. L'esprit veut s'arracher, c'est inutile. Ce qui est beau dans les formes divines est emprunté toujours à la science qu'il possédait des formes terrestres et y retourne toujours. À la fin de sa vie il peignait comme un halluciné, dans une sorte de cauchemar extatique où le souci de l'expression spirituelle le poursuivait seul. Il déformait de plus en plus, allongeait les corps, effilait les mains, creusait les masques. Ses bleus, ses rouges vineux, ses verts paraissaient éclairés de quelque reflet blafard que la tombe prochaine et l'enfer entrevu des félicités éternelles lui envoyaient. Il est mort avant d'avoir réalisé la forme du rêve qui le hantait, peut-être par ce que lui-même était trop vieux et ne retrouvait plus dans ses os durcis, ses nerfs irrités et débiles la puissance qu'il avait eu à chercher dans l'amour des aspects du monde, le contrôle et l'appui de ses visions. »
Eugenio d'Ors écrit encore : « Mais dans le Baptême du Christ, la Mise en croix, la Résurrection et La Pentecôte, quatre vastes tableaux peuplés apocalyptiquement de grandes figures, El Greco est déjà par excellence le peintre maudit qu'a adoré la même heure de culture qui chercha, découvrit et exalta les poètes maudits. C'est le fou qui découvre ce qu'ignorent les êtres sensés, le possédé qui a brisé définitivement avec le rythme et la raison, le musicien chez qui d'une manière tourmentée, l'inconscient s'exalte et se traduit dans des attitudes torturées, dans les membres tordus, dans les mystérieuses franges des nuages lumineux, dans la couleur splendidement corrompue, enfin dans les langues de feu elles-mêmes de La Pentecôte (œuvre de la dernière époque) dont tous les corps d'hommes, de femmes et d'anges jusqu'ici n'étaient que la préfiguration. »
« Le temps a passé. La réflexion a fait son œuvre. Et maintenant, El Greco et Cézanne nous semblent tout simplement de grands peintres, des peintres qui savaient beaucoup, qui ne savaient pas tout. Le premier, génial, mais pas de bon conseil ; le second, moins génial, peut-être mais de doctrine plus saine, les deux, dans des régions si lointaines esthétiquement, bons disciples de Venise, c'est-à-dire de parfaits sensuels. (sensuales de cuerpo entero). »

### Après la découverte des archives grecques et des livres annotés

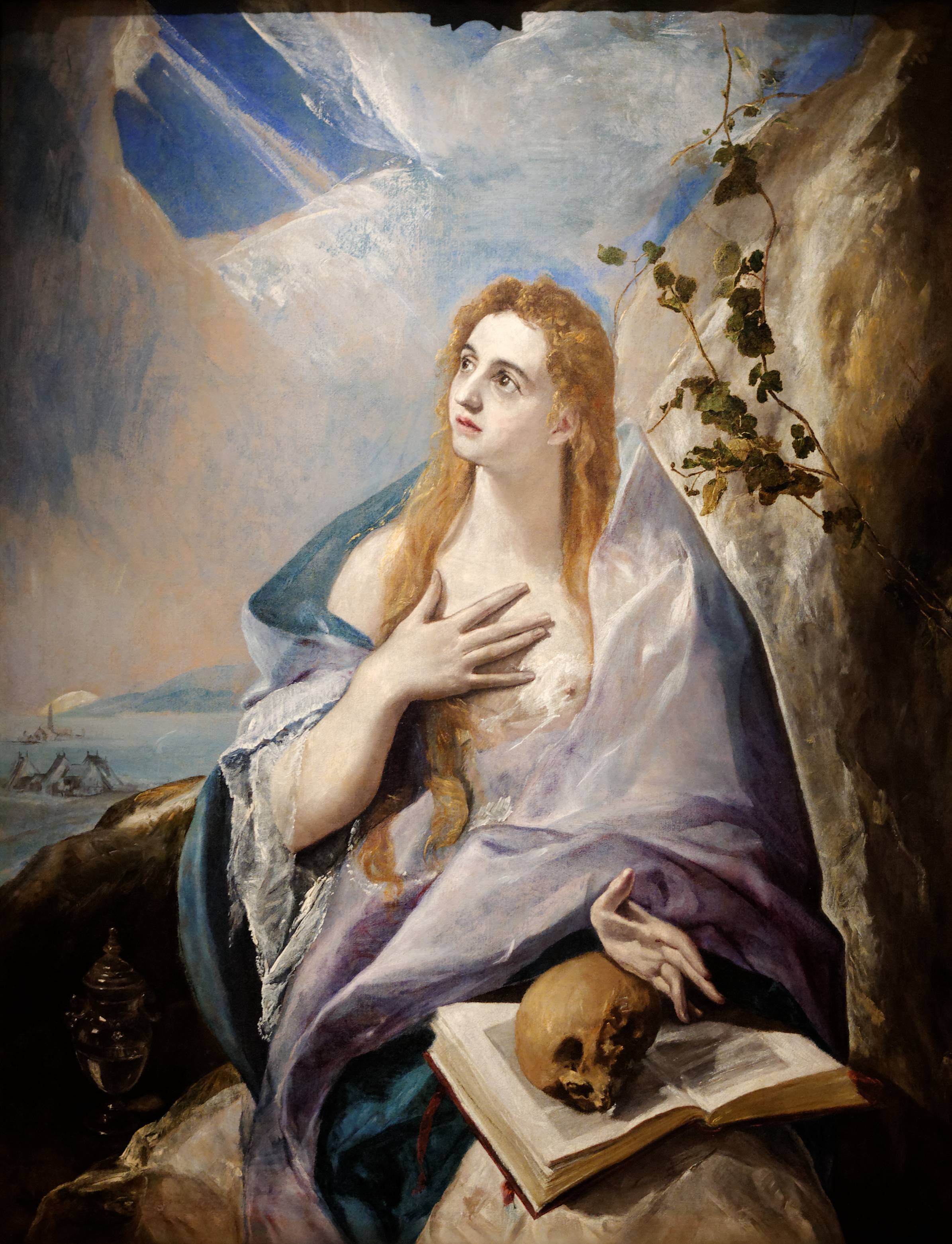
Marie-Madeleine pénitente, 1576-1577, musée des Beaux-Arts de Budapest, ancienne collection Marcell Nemes.

En 1962, l'historien de l'art américain Harold Wethey publie un nouveau catalogue des œuvres du Greco qui fixe le nombre de ses œuvres à plus ou moins de 265.
À partir des années 1960, les historiens grecs découvrent des documents d'archives en Crète et à Venise et établissent de manière factuelle les premiers éléments de vie grecque du Greco. Ils confirment les découvertes des icônes faites à partir des années 1940.
À la fin du XXe et au début du XXIe siècle, un certain nombre d'archives — en particulier des contrats en Espagne, acte de naissance en Grèce — furent dépouillées et analysées, faisant apparaître un nouveau visage plus précis du Greco, qui modifia sans doute la lecture des peintures.
À partir des années 1980, le musée du Prado de Madrid et le musée d'Art de Toledo aux États-Unis, ont entrepris une étude systématique de l'œuvre du Greco, entraînant publications et colloques. C'est au cours de ces différentes études que seront découverts et analysés de nombreux documents inédits, notes manuscrites, contrats, etc.
En 1982, les historiens espagnols Fernando Marias et Agustin Bustamente, puis Xavier de Salas donnent à connaître les pensées théoriques du Greco en publiant les notes inscrites dans les marges du traité d'architecture de Vitruve dans la traduction du Vénitien Barbieri, et des Vies de Vasari, démontrant que Greco était un peintre parfaitement au courant des débats esthétiques, théoriques et pratiques, qui s'exprimaient à Venise, à Rome et à Florence au XVIe siècle et des formes prises par le maniérisme italien.
Il faut donc attendre les années 1990 pour que soient analysées les conditions de la création à Tolède, en particulier grâce ces découvertes. Et ce n'est qu'en 2000 qu'est publiée la lettre d'excuse, datée de 1572, que le Greco adressa au cardinal Alexandre Farnèse. En 2014, à l'occasion du 400e anniversaire de la mort du peintre, l'Espagne lui rend hommage par une série d'expositions organisées tout au long de l'année à Tolède et à Madrid.

## Collections publiques
- Le musée du Greco à Tolède est entièrement consacré à la vie et à l'œuvre du peintre.

La Maison du Greco par Joaquín Sorolla
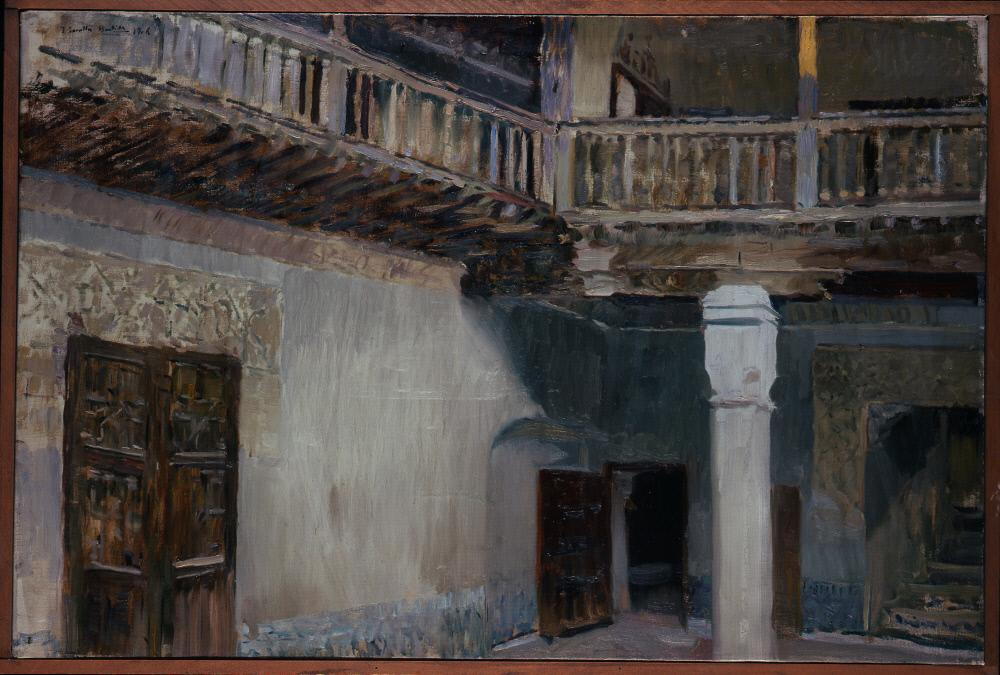
Maison du Greco, Tolède, 1906 Joaquín Sorolla The Hispanic Society of America, New York
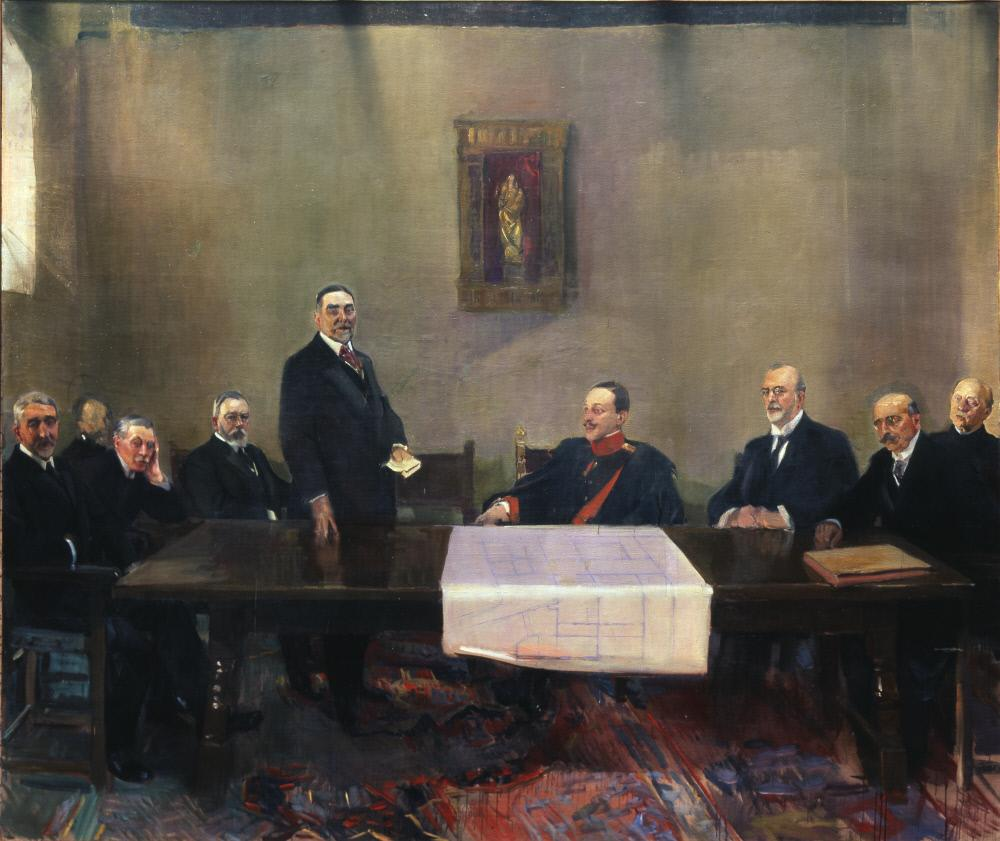
Le Comité de Patronage de la maison-musée du Greco, Tolède, 1912-1920 The Hispanic Society of America, New York

## Expositions
- El Greco, Identidad y Transformación[60], Museo Nacional Thyssen-Bornemisza, Madrid, Espagne (1999), puis Rome, Athènes (février–mai 1999)
- El Greco, The Metropolitan Museum of Art, New York, NY (2003), puis National Gallery, Londres (février–mai 2004)
- Pollock Draws El Greco, The Metropolitan Museum of Art, New York, NY (30 septembre 2003 – 11 janvier 2004)
- Spanish Painting from El Greco to Picasso: Time, Truth, and History, The Solomon R. Guggenheim Museum, New York, NY (17 novembre 2006–28 mars 2007)
- El Greco 2014, série d'expositions commémoratives pour les 400 ans de la mort de l'artiste :
  - El Greco : Arte y Officio, Museo de Santa Cruz, Tolède, (9 septembre - 9 décembre 2014)
  - El Greco : Portrait d'Homme focus, musée de Picardie, Amiens (10 janvier - 27 avril 2014)
  - El Griego de Toledo, Museo de Santa Cruz, Tolède, (14 mars- 14 juin 2014)
  - El Greco y la pintera Moderna, musée du Prado, Madrid, (24 juin - 5 octobre 2014)
  - La Biblioteca del Greco, Museo du Prado, Madrid, (31 mars-29 juin 2014)
- Greco[61], Grand Palais, Paris (16 octobre 2019–20 février 2020)

## Le Greco dans la culture

### Cinéma
- Le Greco de Luciano Salce sorti en 1966. Le peintre y est interprété par Mel Ferrer.
- El Greco, les ténèbres contre la lumière de Yannis Smaragdis sorti en Grèce 2007 et en France en 2010. Le rôle principal est endossé par Nick Ashdon.

### Théâtre
- El Greco de Luc Vilsen, mise en scène par Georges Vitaly, théâtre du Vieux-Colombier, 1965.

### Littérature
- Pierre Bréant, El Greco, l'homme aux semelles de feu, roman, Collection « La Bleu-Turquin » dirigée par Jacques Cauda, éditions Douro, 2023, 264 p.  (ISBN 978-2384062812).
- Simon Vestdijk, La Vie passionnée de El Greco, roman de l’Espagne de l’Inquisition (Het vijfde zegel, 1936), traduit par Josse Alzin, Paris : Intercontinentale du livre, 1957.

### Bibliographie

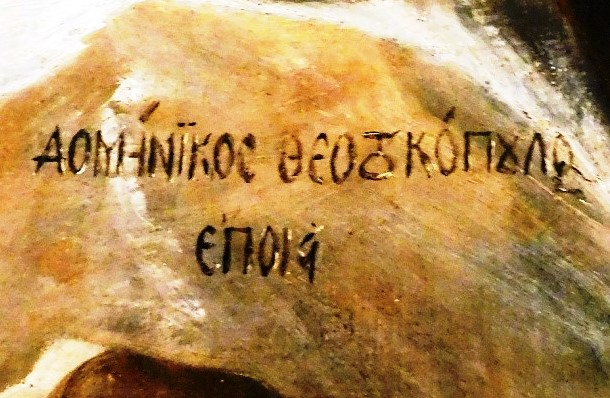
Signature du Greco sur la toile Le Martyre de saint Sébastien, 1577, cathédrale Saint-Antonin de Palencia. On lit en alphabet grec « Domenico Theotocopoulos epoiei », c'est-à-dire « de la main de Domenico Theotocopoulos ».